# Oeiras (Portugal)
Oeiras é uma vila portuguesa sede do Município de Oeiras que pertence ao Distrito de Lisboa e à Área Metropolitana de Lisboa, sendo um dos municípios da primeira coroa da capital. O Município de Oeiras, com apenas 45,88 km², situa-se no tramo final noroeste do Estuário do Tejo (a área do Gargalo do Tejo), na sua margem direita, em redor de uma pequena baía da Costa de Lisboa que perfaz uma frente ribeirinha de 9 km de extensão.
Encontra-se rodeado pelos municípios de Sintra e Amadora (a norte); de Lisboa (a leste); de Cascais (a oeste); e pela Barra do Tejo e pelo município de Almada (a sul). Desde 2013, está dividido em cinco freguesias que totalizam 171 802 habitantes (censo de 2021), que o torna o 5.º município mais densamente povoado de Portugal.
Geograficamente, o seu território apresenta alguma rugosidade, destacando-se na sua paisagem os vales das ribeiras e zonas mais elevadas, como são a serra de Carnaxide. Insere-se na Costa do Estoril, beneficiando de um clima temperado marítimo adequado a atividades ao ar livre e utilização dos seus atrativos jardins, parques e praias. Globalmente é considerado um município que goza de uma grande qualidade de vida. As suas condições naturais, com solos muito férteis e a proximidade do Estuário do Tejo, fizeram com que desde cedo fosse alvo da ocupação humana, tendo um perfil marcadamente rural até meados do século XX. Mais recentemente, a sua posição privilegiada em relação à capital levou a um crescente desenvolvimento e urbanização, especialmente pela deslocalização de empresas para o seu território.
Deste modo, Oeiras constitui-se como um polo económico autónomo: é um dos municípios mais desenvolvidos e ricos da Península Ibérica e mesmo da Europa. Com o maior rendimento per capita em Portugal, sendo também 2º município com maior poder de compra e o 2º maior município a arrecadar impostos em Portugal. O nível económico está diretamente ligado com os estudos e essa relação mostra que Oeiras é também o concelho em Portugal com maior concentração de população com estudos superiores e a área de Portugal com a mais baixa taxa de população sem estudos. No seu território encontram-se instaladas muitas multinacionais, e cerca de 30% da capacidade científica do país.
Politicamente, Oeiras tem sido um município altamente controverso. O atual presidente da câmara municipal, Isaltino Morais, foi condenado por diversos crimes, e acusado de muitos outros.

## História

### Era dos Povoados
Desde a Pré-história, o clima ameno, a abundância de água, a qualidade dos solos e a posição geográfica que oferece a zona ribeirinha do estuário do Tejo, permitiu que a população nómada do Paleolítico procurasse alimento na região e começasse a utilizar a Gruta da Laje.
Mais tarde, os altos ou "cabeços" propiciaram a exploração agrícola, e esta comunidade passou a habitar a Gruta da Laje permanentemente. Neste início do Neolítico, fundou-se um segundo povoado sedentário nas Grutas do Carrascal (Leceia). Estes povoados agro-pastoris subsistiram por mais 4000 anos.

###### Calcolítico
Por volta de 2800 a.C. a Idade da Pedra foi substituída pela Idade dos Metais. Foi descoberta a exploração metalúrgica do Cobre, o que desencadeou a revolução dos produtos secundários nos povoados, dando início ao Calcolítico. Ergueu-se a 500 metros das Grutas do Carrascal o próspero Castro de Leceia. Foram construídas habitações fortificadas e uma muralha. Este novo paradigma económico trouxe rivalidades entre grupos. O Castro de Leceia chegou a ter de 200 a 300 habitantes. Contudo, foi num período posterior de decréscimo populacional que floresceu a economia deste povo castrejo. Leceia começou trocas comerciais com os Fenícios. A Cultura Campaniforme expandiu-se até Leceia, originária do Povoado do Zambujal (Torres Vedras). O Calcolítico foi o período mais próspero da Idade dos Metais pré-romana na região.

#### Idade do Bronze e do Ferro
Ao fim de aproximadamente 1000 anos de habitação ininterrupta, o Castro de Leceia foi abandonado com o início da Idade do Bronze (aparecimento das lâminas, espadas e de hierarquização profunda). O início da Idade do Bronze contrasta pela pobreza relativamente ao Calcolítico. As frágeis habitações são difíceis de identificar nos dias de hoje. As Cerâmicas Campaniformes decoradas desapareceram, sendo substituídas por formas lisas. Assim como também desapareceram outros produtos do período anterior. A Gruta da Laje que tinha sido convertida em sepulcro, continuaria a ter essa utilização funerária. 
Os povoados do final da Idade de Bronze começaram a integrar-se numa superestrutura socioeconómica organizada à escala regional, sendo administrados pelo Povoado da Tapada da Ajuda. Surgiu o Povoado do Alto das Cabeças (Leião) que desenvolveu a produção cerealífera como principal atividade económica, produzindo mais do que as necessidades de consumo. O Povoado da Outurela também começou um desenvolvimento que se estendeu pela Idade do Ferro, com a construção de pequenas habitações retangulares de pedra seca e uma Jazida na encosta para os seus cultos funerários, a Jazida da Outurela.

###### Romanização
No século III a.C. os Romanos dominaram a região, anexando-a à província romana Lusitânia. Terá provavelmente sido construída nalguma propriedade agrícola alguma moradia rural romana, porque podem encontrar-se vestígios do período romano em vários locais do município: destacando-se o Mosaico Romano existente na Rua das Alcássimas, no Centro Histórico de Oeiras, e a Ponte Romana. Apesar de se desconhecerem mais heranças materiais, o legado romano não material é intransponível, bem conhecido, e visível na engenharia e na sociedade deste período em diante.

###### Idade Média
O período medieval continuou a caracterizar-se por povoados agropastoris espalhados pelo território. Numa parte elevada da encosta que é hoje Algés de Cima, foi construído um povoado mouro, Aljez (Algés). Da influência moura herdámos alguns topónimos como: Alcássimas, Algés, Alpendroado, Quinta da Moura, Tercena (do árabe Torgena), etc. Mas é já depois da conquista da Taifa de Badajoz pelo católico Reino de Portugal, que no século XII (1147) se datam as origens de um povoado chamado Oeiras, topónimo cuja administração desta região viria a herdar até aos dias de hoje. Também neste século foi construída a Igreja de Santa Catarina de Ribamar. No século XII e XIII fixam-se no território ordens católicas.

### Era das Navegações

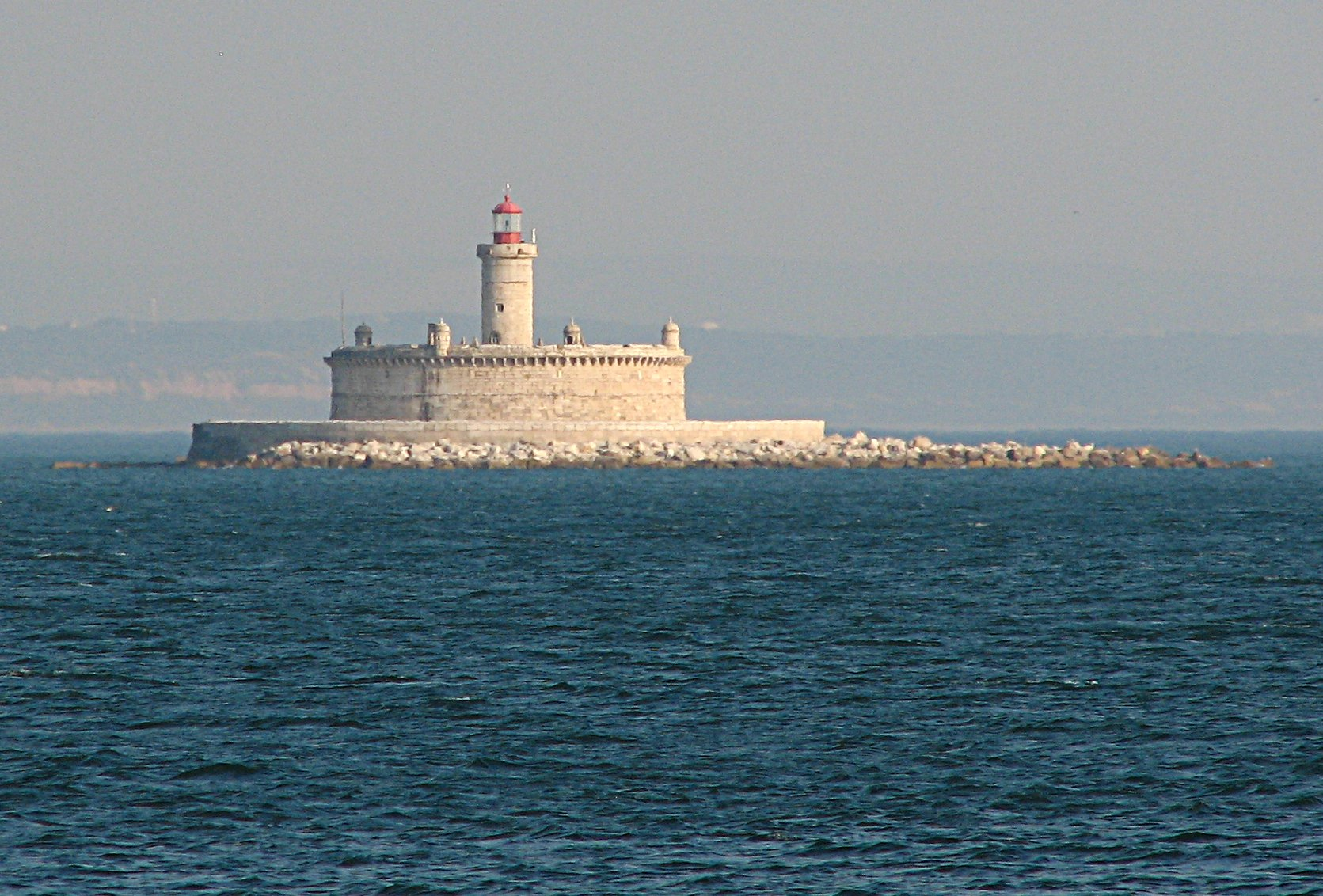
Forte de São Lourenço do Bugio (século XVII)

No século XV, início da Era das Descobertas, instalam-se novas atividades industriais e comerciais e a região assume as funções de celeiro de Lisboa e de centro industrial. É aqui que começa a real interação administrativa entre Oeiras, Aljez e Barquerena, que teriam agora sido elevados à categoria de reguengo, ou seja terra que pertencia à coroa. Há um documento de 1448 que confirma este estatuto, através de uma carta de privilégio concedido aos lavradores: “enquanto durarem ceifas e debulhes os trabalhadores residentes nos reguengos de Oeiras, Aljez e Barquerena não vão trabalhar para fora destes” (mais tarde D. Manuel I confirmou as prerrogativas desta carta em 1497). Surgem as primeiras Quintas, onde se sabe que a nobreza também utilizaria para a caça, e destaca-se a Quinta de Paço de Arcos por lhe ser construído um palácio. Já no século XVI dá-se em Paço de Arcos a exploração das pedreiras e a construção dos Fornos da Cal, e em Barcarena surge a Fábrica da Pólvora Negra destinada à manipulação de pólvora e fabrico de armas. Também neste século o Reguengo de Algés cresce para sul e ocupa toda a encosta até à Ribeira de Algés, tendo-se edificado um Convento na Quinta de São José de Ribamar.
Para além deste convento, foi do século XVI ao XVIII, que foram erguidos grande parte dos edifícios religiosos (católicos) de Oeiras, como o Convento da Cartuxa. Foi durante estes mesmos séculos que a região também assumiu funções defensivas, foram construídas as fortificações ao longo da orla marítima a oeste da Torre de Belém, de modo a defender a costa e controlar o movimento de navios na entrada da Barra do Tejo, como o Forte da Barra e o Forte do Bugio. Começam agora a surgir mais quintas com palácios ou solares, destinadas ao recreio e à exploração agrícola (principalmente de cultura cerealífera e vinícola constituindo importantes fontes de abastecimento de Lisboa). Por exemplo: Quinta da Terrugem, Quinta Real de Caxias, Quinta dos Aciprestes, Quinta de Nossa Senhora da Conceição, Quinta de Nossa Senhora do Egipto, Quinta de São José de Ribamar e, por fim, a Quinta do Marquês de Pombal.

### Oeiras - Estabelecimento do Concelho

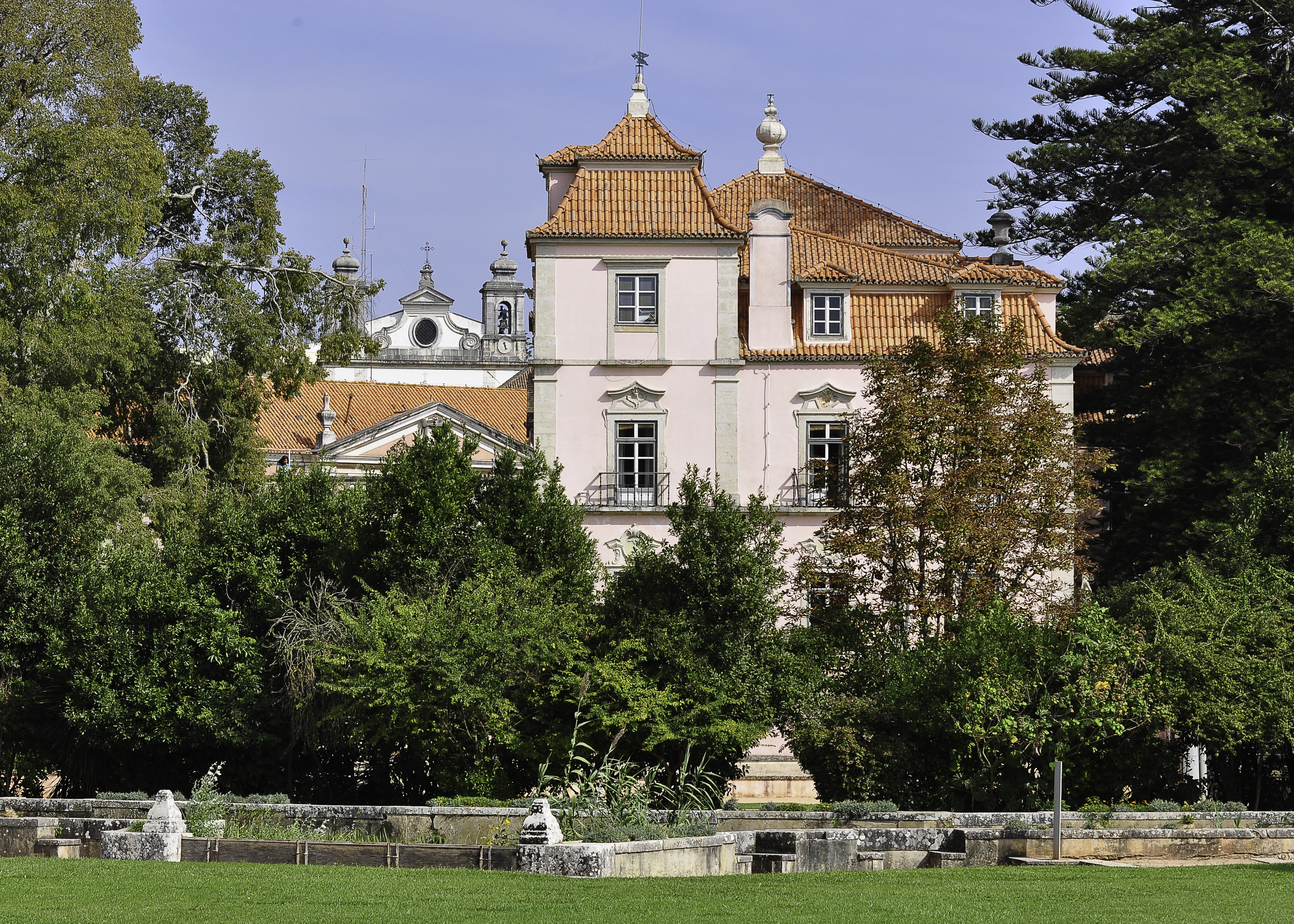
Palácio do Marquês de Pombal (século XVIII)

Foi no Reguengo de Oeiras, em cujos terrenos férteis da Ribeira da Laje, que Sebastião José de Carvalho e Melo também conhecido por Conde de Oeiras e Marquês de Pombal, mandou construir a sua residência oficial. Uma quinta formada através da incorporação de vários casais e quintas com um solar típico do século XVIII e uns magníficos jardins que são símbolo do Iluminismo (ver Palácio do Marquês de Pombal). O Palácio do Egipto perderia então o título de edifício mais importante e nobre do reguengo. Em Carta Régia de 7 de junho de 1759 a jurisdição das terras é atribuída pelo Rei D. José I ao seu Primeiro-ministro sendo agora o 1º Conde de Oeiras, elevando Oeiras à categoria de Vila. E o município de Oeiras é constituído um mês depois, em Carta Régia de 13 de Julho de 1759. De acordo com o Foral, atribuído a 25 de setembro de 1760, o concelho passou a ter os seguintes limites: a nascente o Rio Jamor, rio acima até à ponte do Jamor; a norte atingia o limite do Casal da Veiga (já pertencente a Barcarena), seguia em direcção à Ermida de Nossa Senhora do Socorro (Leião) e daqui até ao Lugar de Talaíde; a poente a Ribeira da Laje, descendo essa ribeira até ao Forte do Areeiro; a sul o Tejo. O Marquês, ao conceber a autonomia deste território, proporcionou-lhe desenvolvimento a nível económico e social ao apostar na inovação e no aproveitamento das condições fornecidas pelo Estuário do Tejo. Em 1764, surge o primeiro alargamento do concelho, tendo sido anexado a Oeiras o território a poente da Ribeira da Lage, incluindo o então termo da vila de Carcavelos, que havia sido criado em 1759 na sequência da anexação do chamado «reguengo a par de Oeiras» a outros territórios do concelho de Cascais para a formação da vila de Carcavelos, entre os quais São Domingos de Rana, que se mantiveram, contudo, sob a alçada da donatária de Cascais entre 1759 e 1764, ano em que, por alvará de 9 de abril do rei D. José, o termo de Carcavelos, incluindo São Domingos de Rana, seria integrado no concelho de Oeiras. Em 1770 ordenou a realização da 1ª Feira Agrícola e Industrial realizada em Portugal, e porventura na Europa. Apesar desta feira ter permitido um destaque a nível nacional, a sua obra municipal passa igualmente pela criação de um porto de abrigo para pescadores, uma alfândega e feitoria, entre outras obras.
Destaca-se também neste século o Aqueduto das Francesas (subsidiária do Aqueduto das Águas Livres) mandado construir também pelo rei D. José I, no território da antiga freguesia de Carnaxide, que viria no século seguinte a incluir-se na expansão leste de Oeiras, incluído do plano de construção e melhoramentos do Marquês de Pombal.

### Industrialização

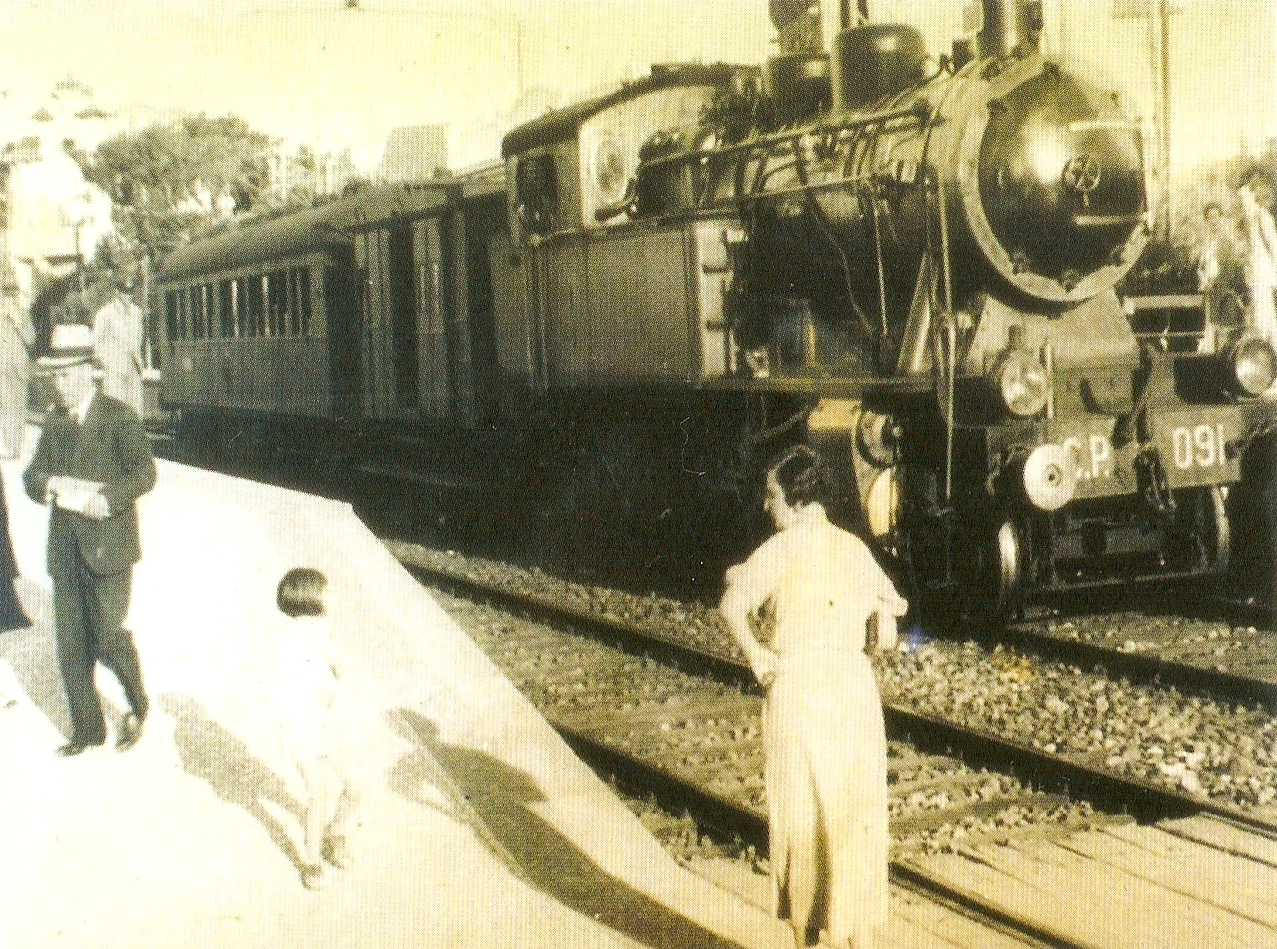
Primeiros comboios da Linha de Cascais (finais do século XIX)

Durante o século XIX a atividade agrícola entra em declínio paralelamente ao aparecimento de novas indústrias. Surgem as grandes unidades fabris sendo as mais importantes nesta época a Fábrica do Papel, a Fundição de Oeiras e os Fermentos Holandeses. A Grande Lisboa precisou de se adaptar à nova realidade industrial, por isso este século é marcado por reformas administrativas. Com a reforma administrativa de Passos Manuel, por decreto de 6 de Novembro de 1836, o concelho de Oeiras, no seu segundo alargamento, passa a integrar a antiga freguesia de Carnaxide, até então pertencente ao concelho de Lisboa, e que, à data, incluía, além de Carnaxide, as povoações de Queijas, Algés, Linda-a-Velha e Cruz Quebrada-Dafundo, ficando o concelho de Oeiras expandido para leste, com limite definido pela ribeira de Algés, que subsiste até à atualidade. Por outro lado, pelo mesmo decreto de 1836, o concelho de Oeiras perdeu para o concelho de Cascais a freguesia de São Domingos de Rana, que possuía desde 1764, juntamente com Carcavelos, permanecendo esta última durante mais algumas décadas do século XIX no concelho de Oeiras. No seu terceiro alargamento, desta vez para norte, o concelho de Oeiras passou, por decreto de 24 de outubro de 1855, a integrar a freguesia de Barcarena, a qual pertencia, desde a reforma de 1836, ao concelho de Belas, extinto nesse ano mesmo ano e integrado no concelho de Sintra. Num quarto alargamento, na sequência da extinção do concelho de Belém, que havia sido criado em 1852, o concelho de Oeiras passou a integrar a freguesia de Benfica (Extramuros), criada, por decreto de 18 de julho de 1885 de Fontes Pereira de Melo, na sequência da divisão da freguesia de Benfica, até então pertencente ao concelho de Belém. Numa outra interpretação, este alargamento correspondeu à anexação da área designada Benfica (Extramuros), incluindo do lugar da Porcalhota, à freguesia de Carnaxide, já existente, considerando-se, nesta interpretação, que a freguesia de Benfica continuou a existir, apenas foi dividida em Benfica Intramuros e Benfica Extramuros, tendo a sua parte extramuros, considerada apenas como um conjunto de lugares exteriores à Estrada da Circunvalação, sido integrada na freguesia de Carnaxide por decreto de 22 de julho de 1886 e assumindo a designação desta última. Neste ano, o concelho de Oeiras era, então, constituído pelas freguesias de Oeiras, São Julião da Barra, Carcavelos (desde 1764 e, desde 1836, excluindo São Domingos de Rana), Carnaxide (desde 1836, com a constituição suprarreferida, e considerando-se ou não a parte extramuros da freguesia de Benfica) e Barcarena (desde 1855).
Este século é caracterizado por também começarem a crescer as atividades de lazer, tornando Oeiras num local privilegiado de "banhos" para a elite portuguesa. Edificam-se uma série de palácios e quintas, agora unicamente destinados a atividades de lazer, como o Palácio Anjos, a Quinta dos Sete Castelos, a Quinta das Torres, as quintas do Jamor, a reestruturação do Palácio Ribamar no casino The Splendid Foz Garden seguida da progressiva transformação do Convento de S. José de Ribamar em Palácio Foz. Contudo a meados do século XIX, principalmente a partir do reinado de D. Luís I, Cascais começa a ganhar protagonismo.
Em 1889 é inaugurada a Linha de Caminho-de-ferro Lisboa-Cascais, com o comboio a vapor. 
Em 1895, na sequência de uma reforma administrativa ditada pela grave crise financeira do país e acordada pelos partidos do Rotativismo monárquico (Regenerador e Progressista), são extintos vários concelhos do país, entre os quais o concelho de Oeiras, por decreto de 26 de setembro, transitando as freguesias de Oeiras, São Julião da Barra, Carcavelos e Carnaxide para o concelho de Cascais; e a freguesia de Barcarena, assim como a freguesia de Benfica Extramuros - ou, conforme a interpretação, o conjunto de lugares extramuros da freguesia de Benfica, para o concelho de Sintra, ficando a parte extramuros da freguesia de Benfica integrada na freguesia de Belas. Em 1898, na sequência da contestação popular e do rompimento do acordo entre os dois partidos para a reforma de 1895 após as eleições gerais antecipadas de 1897, são restaurados os municípios extintos em 1895, entre os quais o concelho de Oeiras, o qual, no entanto, apenas verá restituídas quatro das cinco freguesias que possuía - Barcarena (proveniente do concelho de Sintra), Oeiras, São Julião da Barra e Carnaxide (provenientes do concelho de Cascais), esta última anexando a parte extramuros da freguesia de Benfica, que havia sido integrada na freguesia de Belas (1895-1898). Por sua vez, pelo mesmo decreto de 1898, a freguesia de Carcavelos permaneceria no concelho de Cascais, retomando-se, assim, a antiga fronteira a poente do «reguengo a par de Oeiras», que subsiste até à atualidade. Neste ano de restabelecimento do concelho, é inaugurado o Aquário Vasco da Gama, no Dafundo, então pertencente à freguesia de Carnaxide. Em 1900, já as freguesias de Oeiras e São Julião da Barra apareciam unidas numa mesma freguesia, sob a designação de Oeiras, contando então o concelho de Oeiras com três freguesias: Barcarena, Carnaxide e Oeiras.
Em 1907, por decreto de 28 de outubro do rei D. Carlos e do presidente do Conselho de Ministros João Franco, as povoações de Amadora, Venteira e Porcalhota passam a ter, por solicitação dos moradores, a denominação única de Amadora, integrada na freguesia de Benfica Extramuros - ou na parte extramuros da freguesia de Benfica, consoante a interpretação - do concelho de Oeiras.
Até ao princípio do século XX as praias da linha eram muito frequentadas, especialmente pelas classes sociais mais altas, que aqui se dirigiam por indicação médica, já que se considerava que o ar e a água das praias do município tinham efeitos medicinais. No início da Primeira República, em 1911 é criada a Companhia de Especialistas (actual Centro Militar de Eletrónica).
Em 1916, por lei de 17 de abril do Congresso da República, a povoação da Amadora é elevada à categoria de paróquia civil - correspondente ao atual conceito de freguesia -, passando o concelho de Oeiras a ser constituído por quatro freguesias: Oeiras, Barcarena, Carnaxide e Amadora.  Em 1926, já no governo da Ditadura Militar, a povoação de Paço de Arcos é desanexada da freguesia de Oeiras e elevada à categoria de freguesia, por decreto de 7 de dezembro, na sequência da sua afirmação como estância balnear e centro comercial, ficando o concelho de Oeiras constituído por cinco freguesias: Oeiras e S. Julião da Barra, Barcarena, Carnaxide, Amadora e Paço de Arcos.
Nasce a 1936 a Estação Agronómica Nacional já nos primeiros anos do Estado Novo, uma das principais heranças da época da Quinta do Marquês de Pombal, tendo a propriedade sido fracionada: a Quinta de Cima foi vendida ao Estado, a parte da exploração agrícola que veio a constituir uma estação agrícola experimental onde hoje se situam alguns dos mais importantes institutos portugueses na área das Biociências; e a Quinta de Baixo foi adquirida pela Fundação Calouste Gulbenkian, onde se encontram os jardins, o palácio e as dependências agrícolas (adega e o celeiro). Em 1937, já no Estado Novo, a Amadora é elevada à categoria de vila por decreto-lei de 24 de junho, na sequência do seu desenvolvimento urbanístico e crescimento populacional.

### A Grande Ocupação Urbana
As primeiras carreiras de eléctrico entre Algés e o Cais do Sodré começaram a funcionar nos primeiros anos do século XX, associado à abertura de avenidas na baixa de Algés. A Estrada Marginal é inaugurada em 1940, vem para servir as praias e constituir um elemento de urbanização e turismo da Costa do Sol. Com a construção da Estrada Marginal, ligando Lisboa a Cascais, e a disponibilidade dos novos meios de transporte acentua-se a dinâmica balnear e turística de cariz mais popular e consequentemente expandem-se os centros urbanos no sentido da costa, surgindo na zona litoral pequenos "chalets" e moradias de recreio. Em simultâneo, aumenta a concentração das actividades económicas em Lisboa, o que desencadeia fortes correntes de migrações internas de todas as regiões do país em direcção a Lisboa e concelhos vizinhos, como foi o caso de Oeiras que dispunha de fáceis acessos à capital. Em 1944 é também inaugurado o Estádio Nacional (Estádio de Honra) e o troço Lisboa-Estádio Nacional a primeira autoestrada portuguesa e uma das primeiras a nível mundial (essa via que na altura se denominada oficialmente como Estada Nacional nº 7, viria a receber a denominação de A5 quando as autoestradas passaram a ter uma numeração separada). Mas nas décadas seguintes, o município de Oeiras é fortemente influenciado pelo crescimento da capital, funcionando como local de passagem entre esta e Cascais e torna-se num subúrbio do tipo dormitório com o aparecimento de bairros degradados, urbanizações ilegais e bairros de barracas, destacando-se o Alto do Montijo e o Alto dos Barronhos. E posteriormente a Pedreira dos Húngaros, a Quinta dos Salregos, o Alto de Santa Catarina, a Prisão de Caxias, Linda-a-Pastora, o Casal da Choca e Leceia, atingindo o período crítico na década de 70, que regista um crescimento de 81000 indivíduos. Esta pressão urbana sobre o território deveu-se quer ao êxodo rural, quer ao retorno de população residente nos territórios das ex-colónias, após 1974. A magnitude e a rapidez do crescimento urbano tiveram consequências graves na ocupação do território municipal, e na incapacidade de resposta das redes de infra-estruturas básicas de apoio à população, gerando-se uma progressiva e desordenada explosão urbana. Daqui resultou consequentemente uma desqualificação dos espaços públicos, uma redução na qualidade ambiental e uma deficiente conservação do património cultural. Deste modo o município de Oeiras tornou-se num subúrbio, habitado por uma população maioritariamente desenraizada, sem qualidade urbana nem modo de vida autónomo. Após este período de forte crescimento populacional, o ritmo de crescimento médio anual abrandou drasticamente na década seguinte. Até à década de 1980 o município entrou numa fase de dependência e ausência de perspetivas. Só a partir de 1981 é que se verifica um decréscimo populacional generalizado das freguesias.
Nesta época de crescimento populacional descontrolado, foi inaugurado em S. Julião da Barra ainda em 1952 o antigo liceu nacional de Oeiras, assim chamado durante o Estado Novo, e só posteriormente Escola Secundária Sebastião e Silva. Também ali perto, junto à Medrosa, foi criado em 1972 o Comando de Oeiras da NATO, que ali viria a ficar por 60 anos. Em 1979, perdendo o território da Amadora que se torna num município autónomo, o município de Oeiras estabelece os limites atuais, na altura subdividido em quatro unidades administrativas: Freguesia de Paço de Arcos, Freguesia de Oeiras e S. Julião da Barra, Freguesia de Carnaxide e Freguesia de Barcarena.

### Globalização e Planeamento

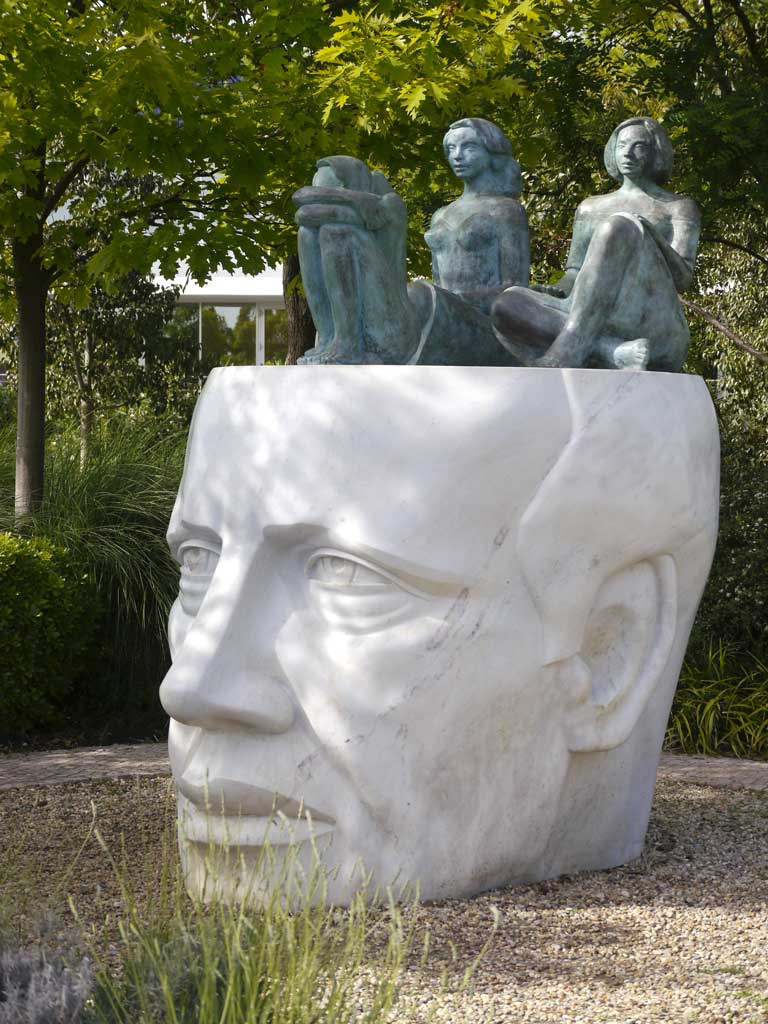
Parque dos Poetas (século XXI)

Em 1980, a Câmara Municipal de Oeiras mandou elaborar um plano geral de urbanização do município. E a partir de finais dos anos 1980, Oeiras constituiu-se como polo económico autónomo na Área Metropolitana de Lisboa, apostando no desenvolvimento de atividades terciárias ligadas à Ciência e Investigação e às Tecnologias de Informação e Comunicação. É também no final da década de 80 que arranca o prolongamento da A5, tendo a obra sido concluída até Cascais em 1991. Em 1994 foi construída também a A9 - Circular Regional Exterior de Lisboa (CREL). As autoestradas passaram a dividir Oeiras em parte ocidental e parte oriental, parte norte e parte sul. Em 1991 são elevadas a Vila de Algés, a Vila de Linda-a-Velha e a Vila de Carnaxide. Em 1993 a Vila de Queijas e a 1997 a Vila de Caxias. Em 1993, são criadas as freguesias de Algés, Linda-a-Velha e Cruz Quebrada-Dafundo, por desanexação da freguesia de Carnaxide, da freguesia de Porto Salvo, por desanexação das freguesias de Oeiras e São Julião da Barra, Paço de Arcos e Barcarena, e da freguesia de Queijas, por desanexação das freguesias de Carnaxide, Paço de Arcos e Barcarena. É neste momento que Oeiras revela o seu caráter inovador com uma multiplicidade de centralidades. Em 1994 é ratificado o Plano Director Municipal de Oeiras, com um horizonte de 10 anos. Estabeleceu como objectivos fundamentais uma maior qualificação dos seus núcleos urbanos (destacando-se as infraestruturas e habitação social), bem como um reforço da economia no município, metas concretizáveis através de uma aposta na atracção de empresas, organismos e mão-de-obra ligados fundamentalmente a funções superiores (i.e. terciário, ciência e ensino). Recorreu a uma componente estratégica inovadora no contexto dos PDM de primeira geração, através da implementação de sete Programas Estratégicos: Parque de Ciência e Tecnologia, Centro de Lagoas, Quinta da Fonte, Norte de Oeiras, Parque Urbano da Serra de Carnaxide, Parque de Santa Cruz e Alto da Boa Viagem. Estes eram definidos pela sua área, usos propostos e índice de utilização máximo, abrangendo aproximadamente 700 hectares, cerca de 15% da área do município. Posteriormente é realizado um enquadramento da concretização dos Programas Estratégicos face ao paradigma actual de desenvolvimento sustentável, tendo em conta as orientações dos documentos PROT-AML e Agenda21+, emanadas respectivamente ao nível regional e municipal e a componente ambiental passa a ter maior peso na estratégia municipal futura. Atualmente o município apresenta um dos mais elevados índices de qualidade de vida em Portugal, tendo deixado de ser considerado apenas como local de passagem entre Lisboa e Cascais e assumindo-se como a sede de importantes empresas ligadas às novas tecnologias (são exemplo disso o Taguspark, maior parque de Ciência e Tecnologia de Portugal, e o Lagoas Park) e à prestação de serviços. Os elevados padrões de qualidade de vida e trabalho são reconhecidos pelos sucessivos prémios que esta autarquia tem ganho nos últimos anos, nomeadamente: "Melhor Concelho para trabalhar", "Município de excelência", "European Entreprise Awards" e o "ECOXXI".
Já no século XXI, destaca-se a reativação dos bairros históricos como Paço de Arcos e o Centro Histórico de Oeiras para atividades de lazer, turismo e comércio. Em 2001, é criada a freguesia de Caxias, por desanexação da freguesia de Paço de Arcos, e são elevadas à categoria de vila Queijas e Porto Salvo.
Em 2013, no âmbito da reforma territorial autárquica, Oeiras passou a constituir-se pelas 5 atuais unidades administrativas. Em 2015 foi inaugurada a última fase de um projeto urbanístico de excelência, o Parque dos Poetas.

### Heráldica
O atual brasão de armas do município de Oeiras remonta ao ano de 1937. No entanto, importa referir que este é já o terceiro brasão do município.
Em 1759, o Rei D. José I doa o reguengo de Oeiras a Sebastião José de Carvalho e Melo, que recebe o título de Conde de Oeiras. No mesmo ano, D. José I eleva a povoação de Oeiras a Vila, que, em seguida, através de Carta Régia passa a Concelho.
O primeiro brasão orna a segunda folha da Carta de Foral concedida por D. José I à Vila de Oeiras, no ano de 1760. Este brasão corresponde às armas do Primeiro Conde de Oeiras, ou seja, às armas da família dos Carvalhos: “de azul, com uma estrela de oito raios, encerrada numa caderna de crescentes de prata”. A presença das armas do senhor donatário no Foral régio da Vila demonstra a vontade régia de distinguir e honrar o Conde de Oeiras.
O segundo brasão data de 1898, na sequência da restauração do Concelho de Oeiras (que havia sido extinto em 1895). Nos Paços do Concelho de Oeiras foi proposto que o seu estandarte fosse constituído por: “escudo branco, com duas bandas cruzadas, em azul, tendo quatro esferas armilares, sobre as bandas, nas extremidades, e ao centro com escudo d’armas reais, conforme usou El-Rei D.José I: no intervalo central, inferior ao escudo real, em campo azul, uma estrela d’ouro entre caderna de crescentes de prata, escudo dos Condes d’Oeiras”.
A 14 de Abril de 1930, o Ministério do Interior emitiu um despacho, que indicava que todos os municípios deveriam possuir brasão, e explicitava quais as regras que os mesmos deveriam seguir. Além disso, as armas dos municípios não deveriam ser reproduzidas de forma a que pudessem estabelecer confusão com as armas usadas pelas famílias do mesmo apelido, e por isso as mesmas deveriam ser modificadas de forma a que se tornassem distintas. Desta forma, em 1936, a Comissão Administrativa da Câmara de Oeiras solicitou um parecer sobre as armas do município, à Comissão de Heráldica da Associação dos Arqueólogos Portugueses, de forma que estas passassem a contemplar todos os princípios legais e heráldicos.
O timbre da família Carvalho foi colocado no sítio onde estava a estrela de oito raios, de forma a ficar nas armas de Oeiras perpetuado o reconhecimento devido ao primeiro Marquês de Pombal, por ter sido o causador da elevação do lugar de Oeiras a Vila, e a cabeça do Concelho. O referido Parecer teve a aprovação da Câmara Municipal, presidida pelo Tenente Manuel Gomes Duarte Pereira Coentro, tendo sido publicado no Diário do Governo, Portaria nº 8835 de 28 de outubro de 1937, da seguinte forma: “De negro, com um cisne de prata bicado e sancado de ouro, com uma estrela de oito raios também de ouro, sobre azul e encerrado numa quaderna de crescentes de prata, acantonada em chefe de dois cachos de uvas de púrpura, folhados e sustidos de ouro.
Em contrachefe, cinco faixas ondadas, três de prata, uma de azul e outra de verde. Coroa mural de prata de quatro torres. Listel branco com os dizeres "Vila de Oeiras" de negro.” O negro do campo das armas, é o esmalte que simboliza a terra e significa firmeza e honestidade.
Quanto aos cachos de uvas representados simbolizam a importância que o vinho e seus derivados tinham, enquanto elementos de relevo na vida económica da Vila. O púrpura das uvas, é o esmalte que, heraldicamente, significa opulência e abundância, enquanto o ouro do folhado e sustido de cachos expressa fidelidade, constância e poder.
As faixas ondadas de prata e de azul representam os rios, enquanto as faixas ondadas de prata e verde representam o mar. Ao centro encontra-se referência às armas dos Carvalhos (caderna de crescentes de prata em fundo azul). No lugar da estrela de oito raios, consta o timbre da família Carvalho: cisne de prata, mas agora com a referida estrela de ouro inserida em seu peito. O cisne simboliza a imaculada pureza, assim como a elegância, nobreza, coragem, tendo ligação à mítica figura do Cavaleiro do Cisne.
Finalmente, a coroa mural de prata de quatro torres é o símbolo definido legalmente para representar as Vilas.

## Geografia

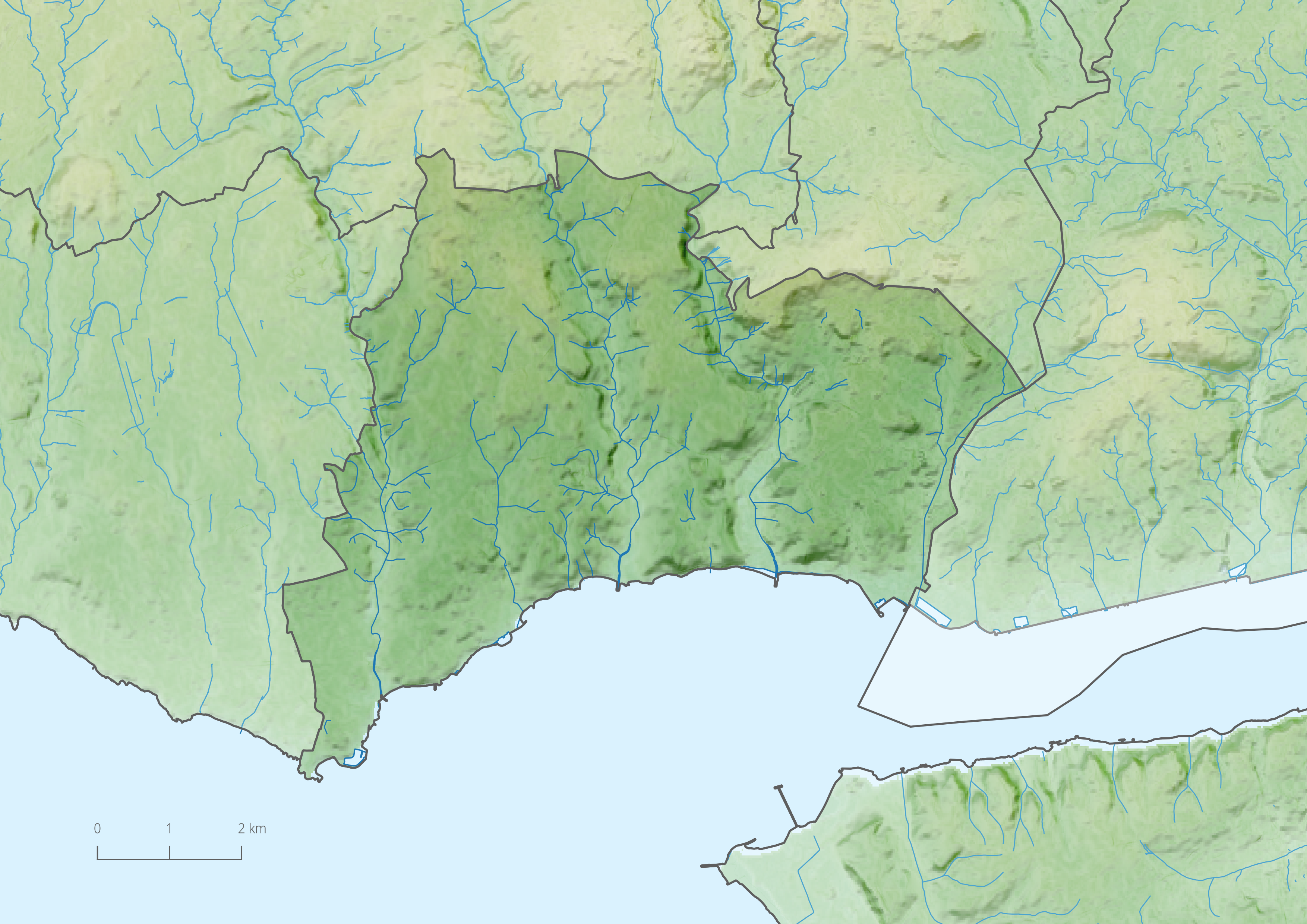
Relevo e hidrografia do concelho.

Oeiras encontra-se no sul do distrito e Penínusla de Lisboa, integrando por isso o norte da Área Metropolitana de Lisboa. O território municipal acompanha o troço final do Estuário do Tejo, na área designada por Gargalo do Tejo, tendo uma costa com cerca de 10 km de extensão. Rodeado pelos municípios de Lisboa (leste), Amadora (noroeste), Sintra (nordeste) e Cascais (oeste); é, a semelhança destes, um território de relevo ondulado quebrado pelos vales das ribeiras que o atravessam, de norte a sul, sendo estes geralmente estreitos e encaixados. Quando mais a montante, estes vales apresentam declives mais acentuados e traçados mais sinuosos, enquanto perto da foz estes relevos vão-se abrindo, dando lugar a várzeas cujos terrenos aluvionares extensos. Entre os vales das ribeiras, surgem geralmente zonas de planaltos com declives inferiores a 15%. Também existem elementos paisagísticos marcantes, como são a serra de Carnaxide, o Alto da Mama Sul, Alto dos Barronhos, Alto do Montijo, Alto das Confeiteiras e o Alto de Alfragide ou Leceia. Estas áreas de relevo mais vigoroso localizam-se a norte e nordeste do município devido à sua geologia, associada a formações do Neocretácico originadas pelas sucessivas fases do Complexo Vulcânico de Lisboa.
O território do município desenvolve-se entre os 0 m (nas zonas ribeirinhas) e os 197 m (na serra de Carnaxide), tendo uma altitude média de 74 m. Possui o seu ponto mais setentrional em São Marcos (38° 45′ 6″ N, 9° 18′ 14″ W); o mais meridional no Forte de São Julião da Barra (38° 40′ 23″ N, 9° 19′ 25″ W); o mais oriental na zona da Portela de Carnaxide (38° 43′ 19″ N, 9° 12′ 40″ W); e o mais ocidental em Nova Oeiras (38° 41′ 51″ N, 9° 19′ 46″ W). Os declives médios do concelho situam-se entre os 6% e 12%.

### Divisão administrativa
O município de Oeiras está subdividido em 5 freguesias. Após a reforma administrativa de 2013 ainda não foram encontrados novos topónimos menos extensos referentes à atual organização administrativa, como já aconteceu em outros municípios.
| Barcarena Porto Salvo Carnaxide e Queijas Oeiras e São Julião da Barra, Paço de Arcos e Caxias Algés, Linda-a-Velha e Cruz Quebrada-Dafundo |
| --- |

### Hidrografia
Oeiras é um município de jusante dado que a maioria das linhas de água nele existentes nascem nos municípios adjacentes e desaguam na sua costa. Todos estes cursos de água pertencem à Região Hidrográfica do Tejo e são seus afluentes, indo desaguar no seu estuário. A rede hidrográfica do município desenvolve-se em terrenos basálticos do Complexo Vulcânico de Lisboa, com espessura média de 70 cm e sobre terrenos calcários margosos e recifais, cuja meteorização conduz à formação de solos argilosos de baixa permeabilidade. O escoamento superficial das águas pluviais é intenso e não está condicionado pela estrutura da rocha, originando assim uma rede de drenagem dentrítica, orientada de norte para sul.
As principais linhas de água do município são quatro (rio das Parreiras, ribeira de Porto Salvo, rio Jamor, ribeira de Barcarena e ribeira de Algés), apresentam caudal durante todo o ano e são de dimensão reduzida, sendo alimentadas por pequenos tributários cujos troços urbanos se encontram maioritariamente artificializados. Por fim, a rede hidrográfica é completada por várias outras pequenas bacias hidrográficas que tributam para o Tejo. São a ribeira da Junça (encanada), a ribeira da Terrugem, dois cursos de água com nascente no Moinho das Antas, em Paço de Arcos, e ainda outros cursos de água no Alto da Boa Viagem.

#### Águas balneares
Oeiras possui quatro águas balneares (Torre, Santo Amaro, Paço de Arcos e Caxias), todas em água de transição/estuário pertencentes à zona costeira do Estuário do Tejo. São praias urbanas com uso intensivo (afluência média a muito alta), de substrato arenoso, declive suave e de pequena a média dimensão, com níveis de água que variam entre «Bom» (Caxias e Paço de Arcos) e «Excelente» (Santo Amaro e Torre). Estas praias recebem em média 10 horas de sol na época balnear, com ausência de precipitação e temperaturas médias da água de 17º a 19º e do ar de 18º a 28º. Possuem boas acessibilidades (através da Estrada Marginal, da Linha de Cascais e do Passeio Marítimo de Oeiras) e são frequentemente utilizadas para a prática de diversos desportos como a pesca desportiva, bodyboard, surf, windsurf, kitesurf, vólei e futebol de praia.
Para além das quatro praias constantes do Plano de Ordenamento do Estuário do Tejo, existem também outras, sem vigilância e de afluência mais reduzida. Em Paço de Arcos, é de referir as praias das Fontainhas, dos Pescadores e da Giribita; em Caxias a Praia de São Bruno, rodeando o forte homónimo e situada na margem direita da ribeira de Barcarena; e por último, as praias da Cruz Quebrada, Dafundo e Algés.

### Clima
O município de Oeiras apresenta um clima mediterrânico de verão fresco (Classificação climática de Köppen-Geiger: Csb), bastante apreciado para o desenvolvimento das actividades humanas, com verões secos e mornos, e invernos húmidos e amenos. A sua situação na Costa do Estoril leva a que as variações próprias deste tipo de clima sejam amenizadas, sendo as temperaturas bastante moderadas por todo o ano. No entanto, a topografia do município e a distância ao oceano dão lugar a microclimas que podem influir em diversos fatores, como sejam o conforto climático do edificado ou a concentração de poluentes em determinadas alturas do dia ou do ano.
Oeiras pertence à região pluviométrica do Sul. O regime de pluviosidade apresenta acentuadas irregularidades na distribuição da precipitação ao longo do ano. Esta é mais frequente no outono e inverno, escasseando entre junho e setembro, e dando lugar a um défice hídrico entre março e outubro. Julho e agosto são os meses mais secos, sendo as precipitações inferiores a 6mm mensais.
A humidade relativa varia entre os 55% em agosto e 73% em janeiro, enquanto que a nebulosidade e a insolação são equilibradas, prevalecendo ligeiramente a insolação sobre os períodos de nebulosidade.
No que diz respeito aos ventos, dominam os de norte, noroeste e nordeste, com velocidades moderadas que são mais pronunciadas em agosto (embora nunca superando os 22,2 km/h). Os ventos de sudoeste também são expressivos, mas com velocidades médias que não ultrapassam os 15,2 km/h e com frequência anual inferior a 15,6%. O regime de ventos é globalmente moderado, sendo contudo suficiente para assegurar uma boa dispersão da poluição atmosférica que localmente é produzida por tráfego e outras actividades humanas.

### Património natural e espaços verdes

#### Parques urbanos

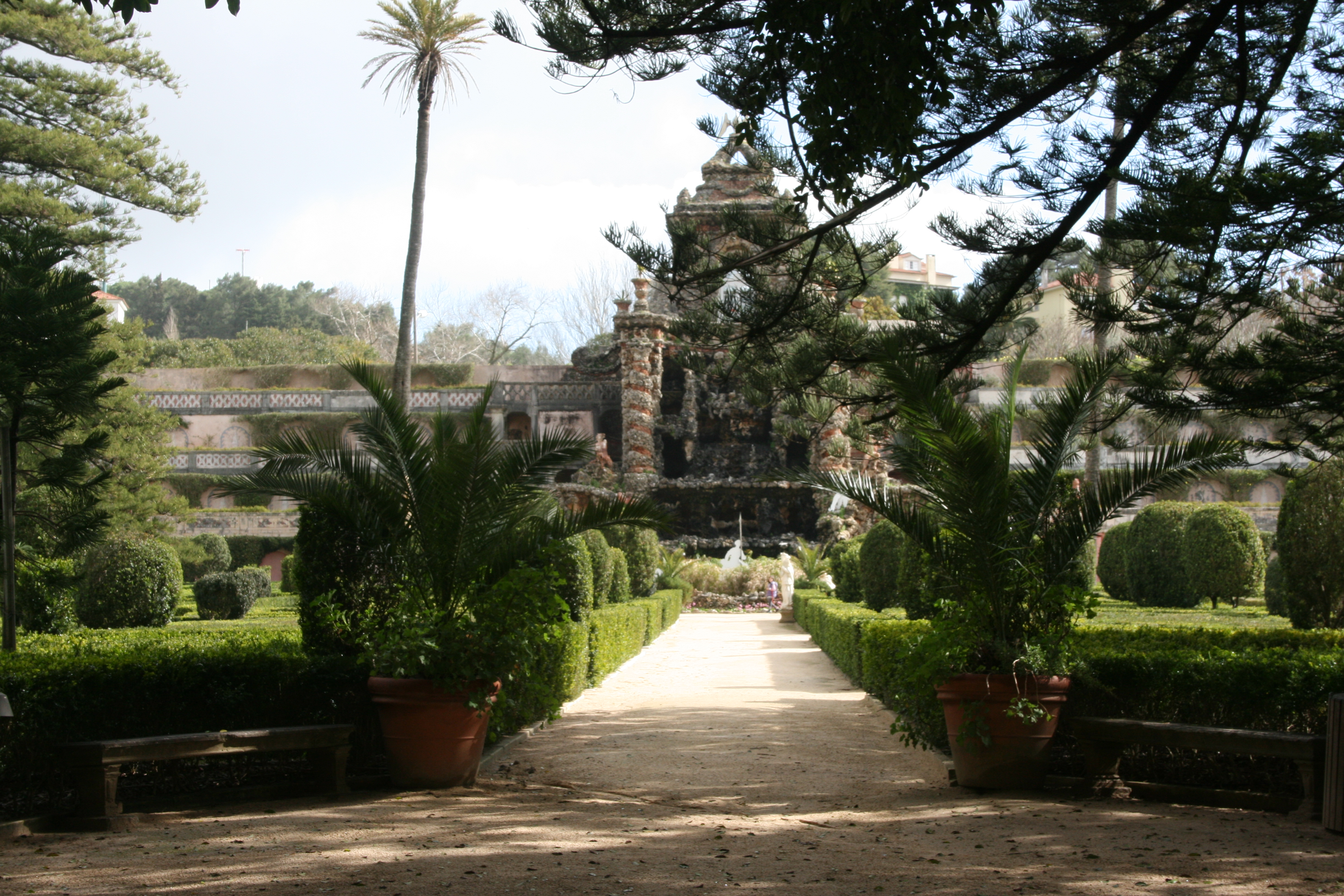
Quinta Real de Caxias

No Município de Oeiras existe preocupação ambiental e paisagística que se limita ao planeamento, criação, manutenção e diversificação dos espaços verdes. Neste sentido, existe a possibilidade dos moradores deste município solicitarem a plantação gratuita de plantas na sua residência. Os espaços verdes de Oeiras são essenciais para a consciência e relação ambiental dos seus habitantes, proporcionando-lhes uma qualidade de vida destacável para uma zona urbana. São também ótimos espaços de meditação, desporto, lazer e recreio mas, frequentemente, apenas acessíveis a quem não tenha dificuldades de mobilidade. São a herança contemporânea das antigas Quintas de Recreio de Oeiras. Destacam-se os seguintes:
- Quinta do Marquês de Pombal (Jardins do Palácio do Marquês de Pombal e Jardim Almirante Gago Coutinho)
- Parque dos Poetas
- Quinta Real de Caxias
- Centro Desportivo Nacional do Jamor
- Fábrica da Pólvora de Barcarena

O parque urbano de Miraflores tem ainda passagem pedonal para o Parque do Monsanto, o maior parque da Grande Lisboa.
Oeiras apresenta ainda no seu território um conjunto substancial de áreas ajardinadas, que são utilizadas também como zonas de lazer:
- Alameda de Queijas
- Jardim dos Aciprestes
- Jardim Fernando Pessoa
- Jardim Municipal de Paço de Arcos
- Jardim de Nova Oeiras
- Jardim do Palácio Anjos
- Jardim do Palácio dos Arcos
- Jardim dos Plátanos
- Jardim da Quinta dos Sete Castelos
- Jardim do Ultramar

### Património edificado

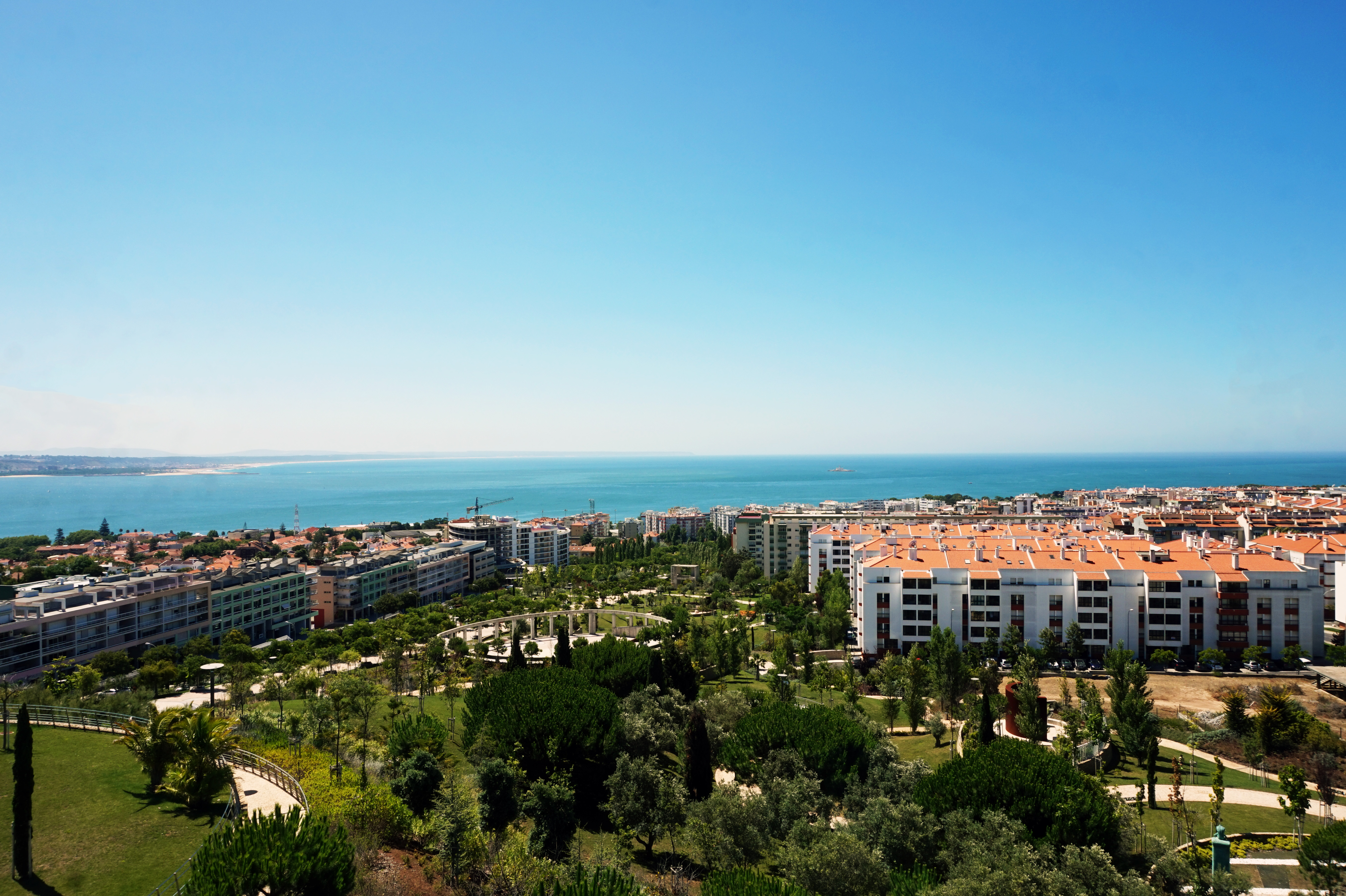
Vista panorâmico do Templo da Poesia no Parque dos Poetas

#### Litoral
Percorrendo o Passeio Marítimo vamos encontrando ao longo da costa as 7 fortificações marítimas que resistem de pé e vestígios das que foram destruídas. Estes fortes foram construídos para defender e controlar a entrada da Barra do Tejo. Já em Algés podem ser encontrados os vestígios do antigo Forte de Nossa Senhora da Conceição integrados na arquitectura contemporânea do Empreendimento Forte Algés, junto à Avenida Marginal. Mas é percorrendo o Passeio Marítimo que se encontram as pequenas fortalezas. Começa por se ser possível ver os alicerces do destruído Forte de Nossa Senhora do Vale, que integram o Passeio Marítimo em Caxias. Logo a seguir o Forte de São Bruno e depois o Forte da Giribita. Saindo do Passeio Marítimo em Paço de Arcos encontra-se o portal do destruído do Forte de São Pedro. Continuando pelo Passeio Marítimo segue-se o Forte das Maias, o Forte do Areeiro e o Forte de Catalazete. Depois destes pequenos fortes de praia encontramos a Bateria da Feitoria e o grande Forte da Barra, no limite oeste da Praia da Torre. O conjunto culmina no meio da água com o Forte do Bugio (mesmo à entrada do Estuário do Tejo).
O litoral de Oeiras é influenciado pela proximidade das praias, com o predomínio de edifícios baixos. Destaca-se a requalificação das antigas e várias localidades que compuseram Oeiras, complexos de arquitectura histórica integrados hoje na contemporaneidade. O sudoeste de Oeiras é um bom exemplo, com o Centro Histórico de Oeiras, Paço de Arcos e Caxias. O Centro Histórico de Oeiras encontra-se na margem esquerda da Ribeira da Lage, tendo como principal atração o Palácio do Marquês de Pombal em frente ao pelourinho, assim como os seus jardins e a sua Capela de Nossa Senhora das Mercês. É no Jardim Conde de Ferreira (a aproximadamente 300 metros do Palácio do Marquês) que se encontra o Centro Cultural Palácio do Egipto, cujo palácio era a principal casa nobre de Oeiras antes do Marquês de Pombal construir a sua residência. Também a Igreja Matriz de Oeiras mesmo no centro do Jardim Conde de Ferreira, cujas referências remontam ao século XVI embora só no século XVIII se tenham iniciado as obras de ampliação. A fachada principal mantém duas torres sineiras e na porta consta a data de 1744. O interior tem uma só nave e os altares são revestidos com mármores e retábulos. O Mercado de Oeiras abriga também vários eventos. Junto ao Centro Histórico de Oeiras, em direção à praia (sul), pode ainda ser encontrada a Capela de Santo Amaro de Oeiras.
Para a margem direita da Ribeira da Lage trespassam parte dos Jardins do Marquês de Pombal e da sua Quinta, onde está aberto ao público o seu Lagar de Azeite, e dentro da Quinta de Cima (atual Estação Agronómica Nacional) pode ser visitada a Casa da Pesca. São Julião da Barra é a localidade litoral de Oeiras mais próxima de Carcavelos (Cascais), que oferece também o Porto de Recreio e as Galerias do Alto da Barra. Nova Oeiras encontra-se mais no interior.

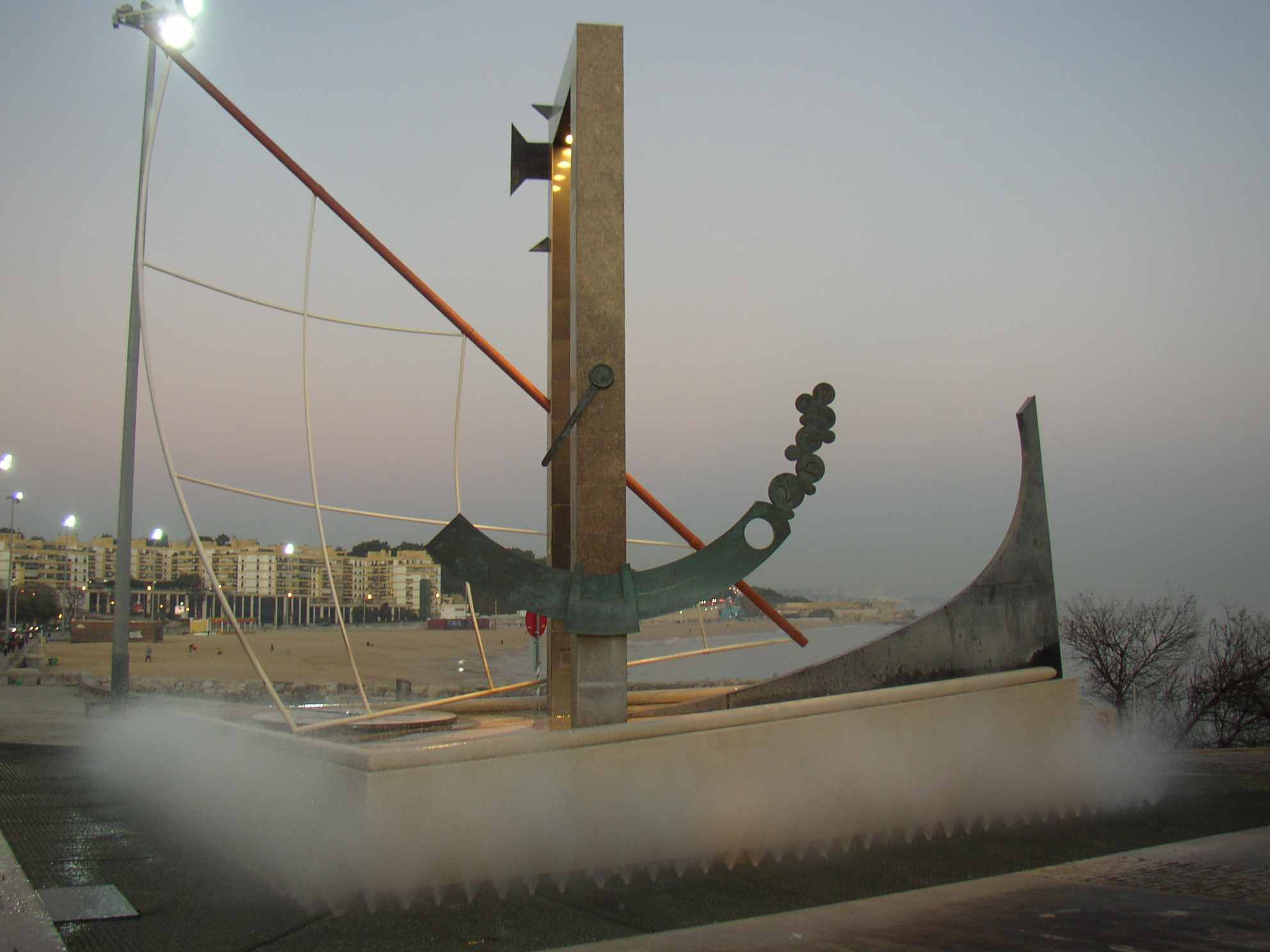
À porta do mar - Nave visionista, obra pública em Oeiras de Luís Vieira-Baptista que pretende invocar as aventuras portuguesas no plano das descobertas e no plano científico.

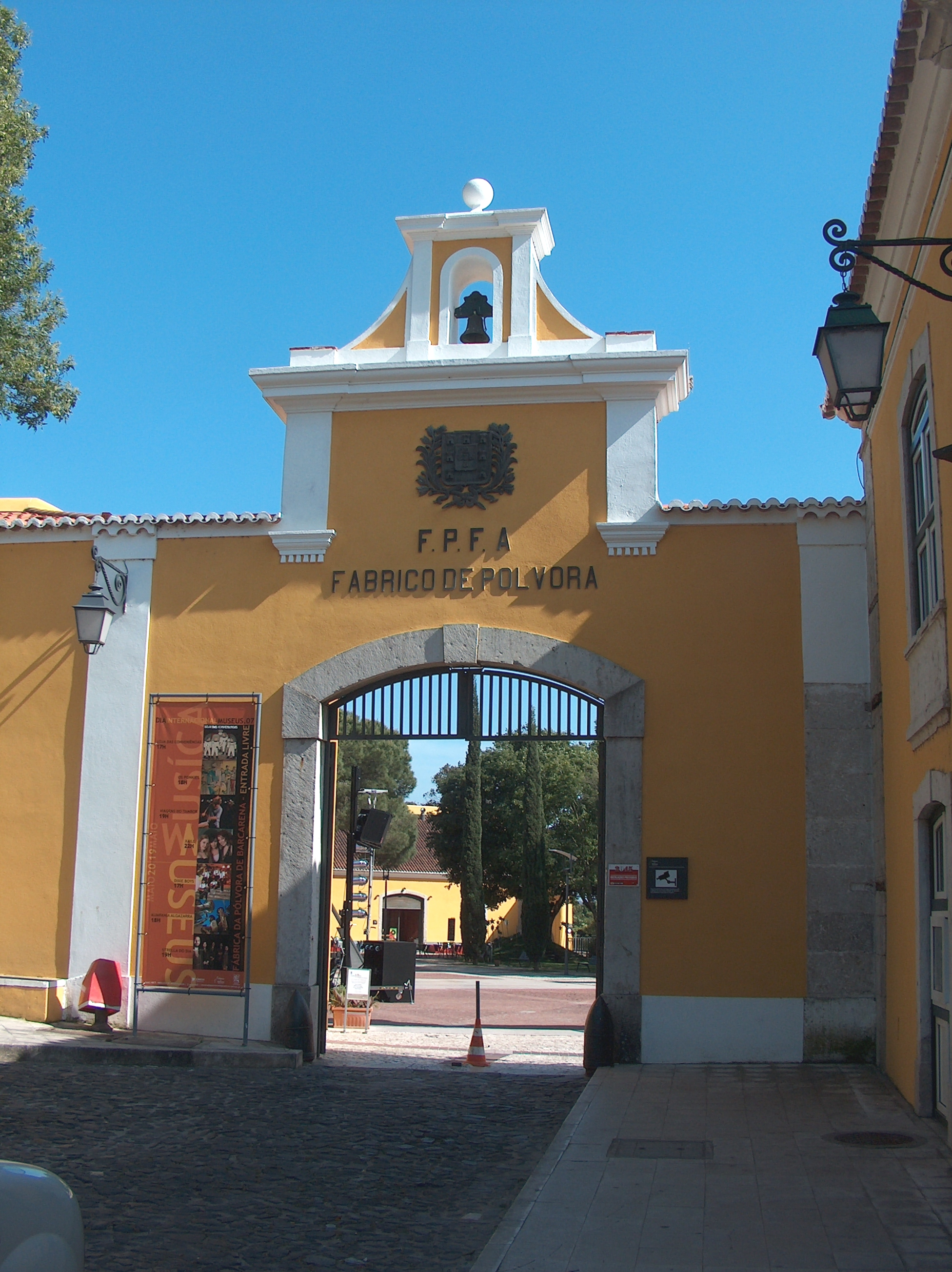
Fábrica da Pólvora

Percorrendo a Rua de Oeiras do Piauí Brasil a leste do Centro Histórico de Oeiras, passando a entrada sul do Parque dos Poetas, encontra-se Paço de Arcos - que se destaca como polo turístico e de comércio de rua - com o nobre Palácio dos Arcos (atualmente um hotel de luxo) do final do século XV. A Capela do Senhor Jesus dos Navegantes que pertence à paróquia de Paço de Arcos, é o centro das manifestações católicas. A construção deste pequeno templo é anterior a 1698, sendo que em 1782 a capela era propriedade do Hospital São José que a reedificou em 1877. É celebrada a última semana de agosto, realizam-se festas e uma procissão em honra do Senhor Jesus dos Navegantes.
Caminhando para leste pela Avenida Marginal, passa-se pelo Palácio Bessone (ou Quinta do Relógio, palco de uma lenda regional) e encontra-se a Quinta da Terrugem com o Palácio Flor da Murta, onde se pode visitar o Museu do Automóvel Antigo. Continuando cerca de 800 metros chega-se a Caxias, com especial destaque para a arquitetura dos jardins do Paço dos Infantes, na Quinta Real de Caxias. A norte em Laveiras o Convento da Cartuxa foi fundado no século XVIII, sendo que o pequeno claustro foi mandado construir pelo Cardeal D. Luís de Sousa. O templo primitivo terá sido destruído na sequência de uma ampliação do Convento em 1736. Este é, juntamente com o de Convento da Cartuxa de Évora, um dos dois únicos conventos cartuxos portugueses. O Vale de Caxias tem uma apreciável paisagem verde, junto ao Parque do Jamor que se inicia a leste no Alto da Boa Viagem.
Apanhando o Passeio Marítimo em Caxias na direção lesta, tem-se acesso através da estação da Cruz Quebrada ao grande parque destinado ao desporto e ao lazer, o Parque do Jamor. Algés fica a leste e é a localidade mais próxima de Lisboa. Aqui encontram-se o Palácio Ribamar, o Convento de S. José de Ribamar, a Antiga Fábrica de Cerâmica de Montargila e o Palácio Anjos. A Baixa de Algés destaca-se como polo de comércio de rua, onde se pode visitar o Mercado de Algés.

#### Interior
A região mais interior, junto à A5, é a zona mais moderna de Oeiras, com um carácter mais empresarial e edifícios de maiores dimensões. Destaca-se a Rotunda de Cacilhas, junto à qual se encontra o Oeiras Parque e a entrada norte do Parque dos Poetas. Aqui encontra-se também a zona empresarial que acolhe a Quinta da Fonte.
Na zona interior do Jamor está a localidade de Linda-a-Velha, em torno do Palácio dos Aciprestes. Esta região tem dois centros comerciais Dolce Vita: Dolce Vita Miraflores e Dolce Vita Central Park.
A norte encontramos Carnaxide, com o seu centro histórico com a Igreja de S. Romão e com o seu aqueduto na Serra de Carnaxide. Carnaxide destaca-se por ter uma vasta zona industrial onde se encontra o Alegro Alfragide, junto à Amadora. Já no vale do rio Jamor está o Santuário da Rocha e a Casa de Cesário Verde.
Em Barcarena está a Igreja de S. Pedro de Barcarena, a Capela de S. Sebastião e a Fábrica da Pólvora. Em Porto Salvo a Capela de Nossa Senhora de Porto Salvo, o Lagoas Park e o Taguspark.

## Demografia
(Número de habitantes que tinham a residência oficial neste município à data em que os censos se realizaram.)
Nota: Em 1979 dá-se a desanexação de algumas freguesias com a criação do município da Amadora, com reflexo no censo de 1981.
| Número de habitantes por Grupo Etário | Número de habitantes por Grupo Etário | Número de habitantes por Grupo Etário | Número de habitantes por Grupo Etário | Número de habitantes por Grupo Etário | Número de habitantes por Grupo Etário | Número de habitantes por Grupo Etário | Número de habitantes por Grupo Etário | Número de habitantes por Grupo Etário | Número de habitantes por Grupo Etário | Número de habitantes por Grupo Etário | Número de habitantes por Grupo Etário | Número de habitantes por Grupo Etário | Número de habitantes por Grupo Etário |
| ------------------------------------- | ------------------------------------- | ------------------------------------- | ------------------------------------- | ------------------------------------- | ------------------------------------- | ------------------------------------- | ------------------------------------- | ------------------------------------- | ------------------------------------- | ------------------------------------- | ------------------------------------- | ------------------------------------- | ------------------------------------- |
|                                       | 1900                                  | 1911                                  | 1920                                  | 1930                                  | 1940                                  | 1950                                  | 1960                                  | 1970                                  | 1981                                  | 1991                                  | 2001                                  | 2011                                  | 2021                                  |
| 0-14 Anos                             | 3 170                                 | 5 373                                 | 5 352                                 | 7 870                                 | 9 096                                 | 11 404                                | 22 855                                | 46 865                                | 38 784                                | 27 728                                | 22 685                                | 26 559                                | 24 317                                |
| 15-24 Anos                            | 2 082                                 | 3 473                                 | 4 123                                 | 6 405                                 | 7 313                                 | 10 206                                | 14 679                                | 26 285                                | 20 635                                | 24 932                                | 22 312                                | 16 533                                | 17 864                                |
| 25-64 Anos                            | 4 936                                 | 7 625                                 | 8 335                                 | 13 748                                | 19 744                                | 28 262                                | 51 388                                | 96 155                                | 79 278                                | 82 855                                | 92 978                                | 96 059                                | 88 229                                |
| = ou > 65 Anos                        | 559                                   | 805                                   | 847                                   | 1 340                                 | 2 118                                 | 3 129                                 | 5 333                                 | 10 910                                | 10 631                                | 15 827                                | 24 153                                | 32 969                                | 41 248                                |

(Obs: De 1900 a 1950 os dados referem-se à população "de facto", ou seja, que estava presente no município à data em que os censos se realizaram. Daí que se registem algumas diferenças relativamente à designada população residente)
A maior expansão demográfica do município de Oeiras, assim como a de outros municípios vizinhos, deu-se na transição da primeira para a segunda metade do século XX. Atendendo a esse crescimento e com o objectivo de controlar o ordenamento do território é publicado, em 1948, o Plano de Urbanização da Costa do Sol (P.U.C.S.), o qual ficou em vigor até à publicação do Plano Director Municipal, em 1994. Actualmente, está em vigor um PDM aprovado de forma pouco clara, numa assembleia municipal fortemente participada pelos munícipes. Escassos segundos após a sua aprovação, a 30 de junho de 2015, e após a passagem da meia-noite desse dia, já esse PDM se encontrava desactualizado face à legislação actualmente em vigor. Esse PDM, entre outras coisas, prevê um crescimento demográfico da população para níveis jamais atingíveis, acima dos 250 mil habitantes.
Actualmente, 52,6% dos habitantes são do sexo feminino, enquanto que 47,4% são homens. A maioria dos habitantes tem entre 25 e 64 anos (92 978), seguida pela faixa etária dos 65 ou mais anos (24 153) e pela faixa dos 0 aos 14 anos (22 685).

## Política

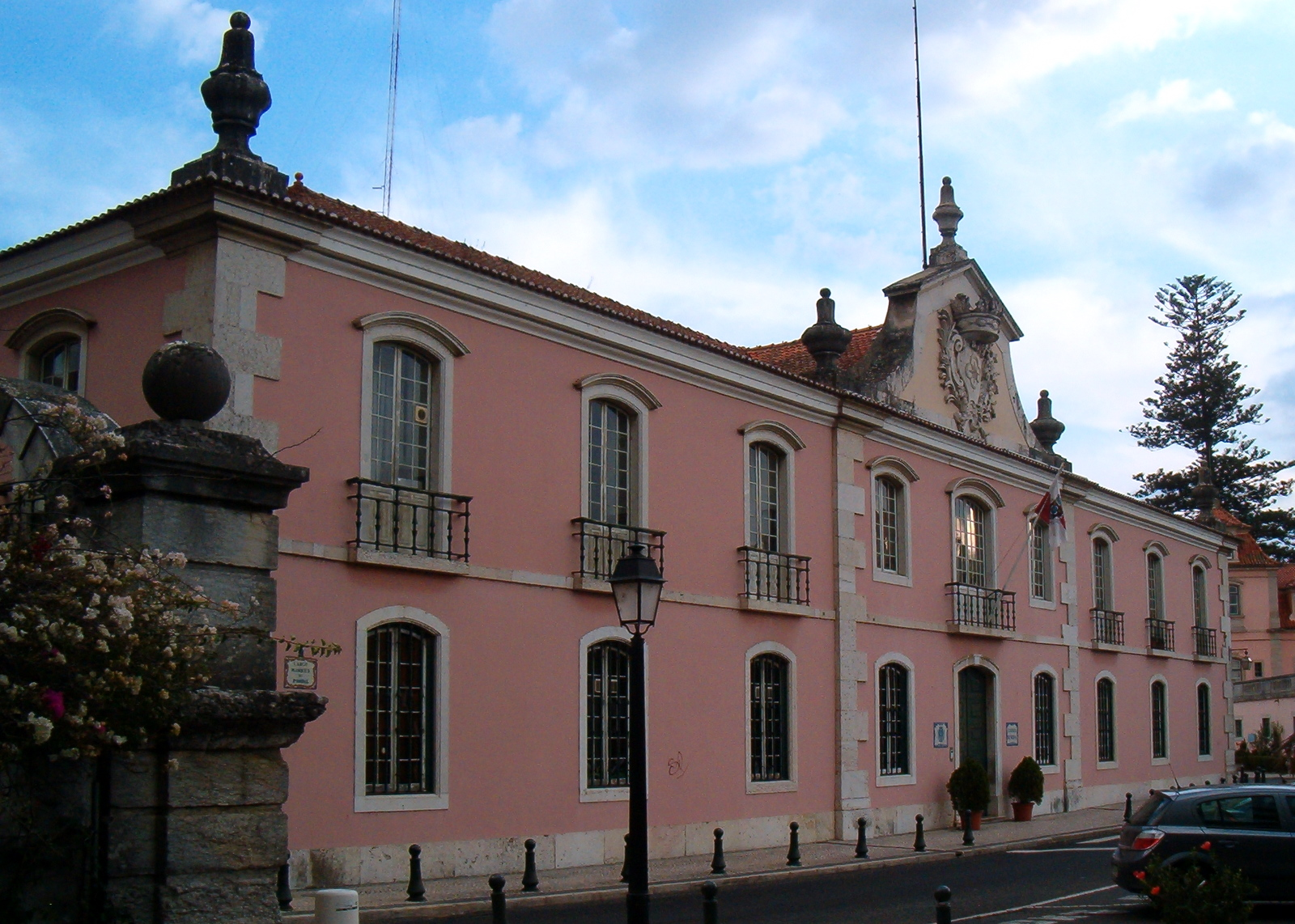
Edifício do Paços do Concelho

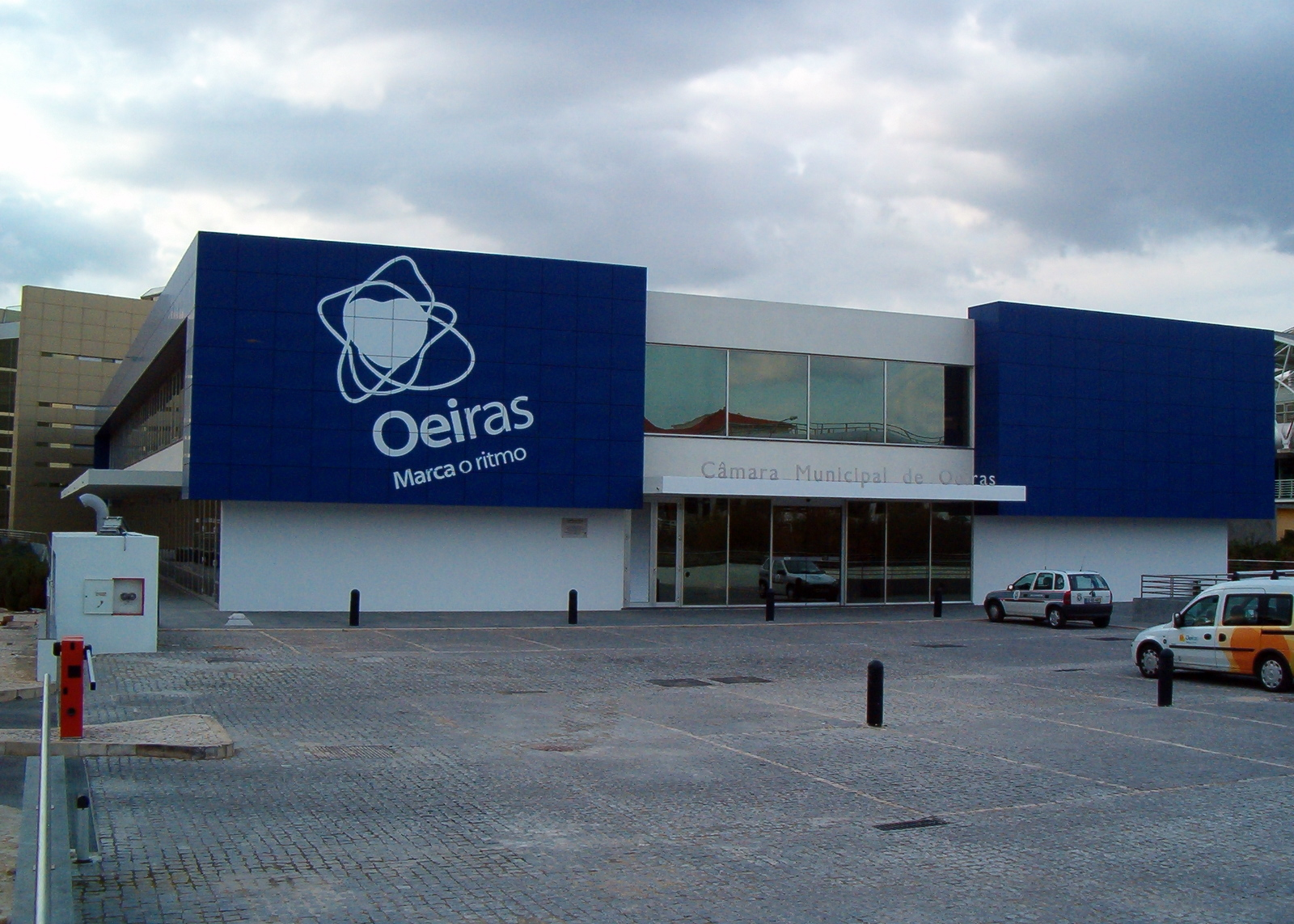
Serviços da Câmara junto ao centro comercial Oeiras Parque

### Administração municipal
O município de Oeiras é administrado por uma câmara municipal, composta por um presidente e dez vereadores. Existe uma assembleia municipal, que é o órgão deliberativo do município, constituída por 38 deputados (dos quais 33 eleitos diretamente).
O cargo de Presidente da Câmara Municipal é atualmente ocupado por Isaltino Morais, eleito nas eleições autárquicas de 2021 por um grupo de cidadãos eleitores que concorreu às eleições com o nome Isaltino Inovar Oeiras (IN-OV), tendo maioria absoluta de vereadores na câmara (8). Existem ainda um vereador eleito pelo PS, um pela coligação A Dar Tudo por Oeiras (PPD/PSD.MPT - indicado pelo PPD/PSD) e um pela Coligação Evoluir Oeiras (BE-L-VP). Na Assembleia Municipal, a lista mais representada é novamente o IN-OV, com dezoito deputados eleitos e 5 presidentes de Juntas de Freguesia (maioria absoluta), seguindo-se o PS (4; 0), a coligação A Dar Tudo por Oeiras (3, todos do PPD/PSD), a coligação Evoluir Oeiras (3 - 2 do L e 1 do BE), a CDU (2; 0), a IL (1; 0), o CH (1; 0) e o PAN (1; 0). A Presidente da Assembleia Municipal é Elisabete Oliveira, do IN-OV.
| Órgão                          | IN-OV | PS | A Dar Tudo por Oeiras (PPD/PSD.MPT) | Coligação Evoluir Oeiras (BE-L-VP) | CDU (PCP-PEV) | IL | CH | PAN |
| Câmara Municipal               | 8     | 1  | 1                                   | 1                                  | 0             | 0  | 0  | 0   |
| Assembleia Municipal           | 23    | 4  | 3                                   | 3                                  | 2             | 1  | 1  | 1   |
| dos quais: eleitos diretamente | 18    | 4  | 3                                   | 3                                  | 2             | 1  | 1  | 1   |

Juntas de Freguesia:
- União das Freguesias de Algés, Linda-a-Velha e Cruz-Quebrada/Dafundo (IN-OV)
- União das Freguesias de Carnaxide e Queijas (IN-OV)
- Barcarena (IN-OV)
- União das Freguesias de Oeiras e São Julião da Barra, Paço de Arcos e Caxias (IN-OV)
- Porto Salvo (IN-OV)

Nota: os cinco presidentes das juntas de freguesia do município de Oeiras figuram nesta página como pertencendo ao grupo IN-OV, embora representem, respetivamente, os grupos de cidadãos eleitores Inovar União Algés (IN-OV-UA), Inovar Barcarena (IN-OV-B), Inovar Carnaxide Queijas (IN-OV-CQ), Inovar Oeiras Paço de Arcos Caxias (IN-OV-OPAC) e Inovar Porto Salvo (IN-OV-PTS).

### Eleições autárquicas[37]
| Data | %     | V     | %            | V            | %      | V      | %       | V       | %          | V          | %    | V    | %     | V  | %              | V      | %              | V   | %              | V   | %              | V   | %              | V   | %              | V  | %    | V  | %    | V | %              | V  | %    | V  | %  | V  | %    | V | %   | V   | %    | V    | %              | V        | %   | V    | %   | V   | %   | V   | %   | V   | Participação |                |
| Data | PS    | PS    | FEPU/APU/CDU | FEPU/APU/CDU | CDS-PP | CDS-PP | PPD/PSD | PPD/PSD | PCTP/ MRPP | PCTP/ MRPP | PPM  | PPM  | AD    | AD | UDP/BE         | UDP/BE | PRD            | PRD | MPT            | MPT | GCE            | GCE | PAN            | PAN | L              | L  | NC   | NC | E    | E | IL             | IL | CH   | CH | VP | VP | A    | A | ADN | ADN | GDUP | GDUP | PCP (ml)       | PCP (ml) | PRT | PRT  | PSN | PSN | PSR | PSR | PTP | PTP | Participação |                |
| ---- | ----- | ----- | ------------ | ------------ | ------ | ------ | ------- | ------- | ---------- | ---------- | ---- | ---- | ----- | -- | -------------- | ------ | -------------- | --- | -------------- | --- | -------------- | --- | -------------- | --- | -------------- | -- | ---- | -- | ---- | - | -------------- | -- | ---- | -- | -- | -- | ---- | - | --- | --- | ---- | ---- | -------------- | -------- | --- | ---- | --- | --- | --- | --- | --- | --- | ------------ | -------------- |
| Data | 1976  | 35,20 | 5            | 29,22        | 4      | 12,96  | 1       | 12,46   | 1          | 0,79       | -    | 0,21 | -     |    |                |        |                |     |                |     |                |     |                |     |                |    |      |    |      |   |                |    |      |    |    |    |      |   |     |     |      | 6,00 | -              | 0,62     | -   | 0,23 | -   |     |     |     |     |     |              | 63,93 / 100,00 |
| 1979 | 22,70 | 2     | 27,68        | 3            | AD     | AD     | AD      | AD      | 1,28       | -          | AD   | AD   | 45,34 | 4  | 1,81           | -      |                |     |                |     |                |     | 76,01 / 100,00 |     |                |    |      |    |      |   |                |    |      |    |    |    |      |   |     |     |      |      |                |          |     |      |     |     |     |     |     |     |              |                |
| 1982 | 26,80 | 3     | 29,72        | 3            | AD     | AD     | AD      | AD      | 0,35       | -          | AD   | AD   | 39,75 | 5  | 0,80           | -      | 74,22 / 100,00 |     |                |     |                |     |                |     |                |    |      |    |      |   |                |    |      |    |    |    |      |   |     |     |      |      |                |          |     |      |     |     |     |     |     |     |              |                |
| 1985 | 15,70 | 2     | 27,04        | 3            |        |        | 44,37   | 5       | 0,49       | -          |      |      |       |    | 0,79           | -      | 9,54           | 1   | 58,93 / 100,00 |     |                |     |                |     |                |    |      |    |      |   |                |    |      |    |    |    |      |   |     |     |      |      |                |          |     |      |     |     |     |     |     |     |              |                |
| 1989 | 28,45 | 3     | 18,46        | 2            | 5,44   | -      | 43,58   | 6       | 0,82       | -          |      |      |       |    | 52,27 / 100,00 |        |                |     |                |     |                |     |                |     |                |    |      |    |      |   |                |    |      |    |    |    |      |   |     |     |      |      |                |          |     |      |     |     |     |     |     |     |              |                |
| 1993 | 33,11 | 4     | 15,79        | 2            | 6,15   | -      | 39,09   | 5       | 0,72       | -          | 0,38 | -    | 1,03  | -  | 57,03 / 100,00 |        |                |     |                |     |                |     |                |     |                |    |      |    |      |   |                |    |      |    |    |    |      |   |     |     |      |      |                |          |     |      |     |     |     |     |     |     |              |                |
| 1997 | 29,48 | 4     | 12,28        | 1            | 4,20   | -      | 48,27   | 6       | 0,64       | -          | 0,56 | -    |       |    |                |        | 0,99           | -   | 51,76 / 100,00 |     |                |     |                |     |                |    |      |    |      |   |                |    |      |    |    |    |      |   |     |     |      |      |                |          |     |      |     |     |     |     |     |     |              |                |
| 2001 | 23,73 | 3     | 10,05        | 1            | 3,49   | -      | 55,00   | 7       | 0,49       | -          | 2,89 | -    | 0,55  | -  | BE             | BE     | 48,38 / 100,00 |     |                |     |                |     |                |     |                |    |      |    |      |   |                |    |      |    |    |    |      |   |     |     |      |      |                |          |     |      |     |     |     |     |     |     |              |                |
| 2005 | 15,59 | 2     | 7,89         | 1            | 1,41   | -      | 30,52   | 4       | 0,30       | -          | 0,17 | -    | 4,83  | -  | BE             | BE     | 0,23           | -   | 34,05          | 4   | 56,31 / 100,00 |     |                |     |                |    |      |    |      |   |                |    |      |    |    |    |      |   |     |     |      |      |                |          |     |      |     |     |     |     |     |     |              |                |
| 2009 | 25,77 | 3     | 7,31         | 1            | AD     | AD     | AD      | AD      | 0,63       | -          | AD   | AD   | 16,42 | 2  | BE             | BE     | 3,91           | -   |                |     | 41,52          | 5   | 54,01 / 100,00 |     |                |    |      |    |      |   |                |    |      |    |    |    |      |   |     |     |      |      |                |          |     |      |     |     |     |     |     |     |              |                |
| 2013 | 18,32 | 2     | 9,15         | 1            | 3,81   | -      | 19,16   | 3       | 0,58       | -          |      |      |       |    | BE             | BE     | 3,70           | -   | 33,45          | 5   | 2,67           | -   | 0,27           | -   | 46,71 / 100,00 |    |      |    |      |   |                |    |      |    |    |    |      |   |     |     |      |      |                |          |     |      |     |     |     |     |     |     |              |                |
| 2017 | 13,42 | 1     | 7,84         | 1            | AD     | AD     | AD      | AD      | 0,10       | -          | AD   | AD   | 8,77  | 1  | BE             | BE     | 3,11           | -   | 41,65          | 6   | 2,99           | -   | 0,69           | -   | 0,51           | -  | 0,32 | -  | 0,06 | - | 55,75 / 100,00 |    |      |    |    |    |      |   |     |     |      |      |                |          |     |      |     |     |     |     |     |     |              |                |
| 2017 | 13,42 | 1     | 7,84         | 1            | AD     | AD     | AD      | AD      | 0,10       | -          | AD   | AD   | 8,77  | 1  | BE             | BE     | 3,11           | -   | 14,18          | 2   | 2,99           | -   | 0,69           | -   | 0,51           | -  | 0,32 | -  | 0,06 | - | 55,75 / 100,00 |    |      |    |    |    |      |   |     |     |      |      |                |          |     |      |     |     |     |     |     |     |              |                |
| 2017 | 13,42 | 1     | 7,84         | 1            | AD     | AD     | AD      | AD      | 0,10       | -          | AD   | AD   | 8,77  | 1  | BE             | BE     | 3,11           | -   | 1,12           | -   | 2,99           | -   | 0,69           | -   | 0,51           | -  | 0,32 | -  | 0,06 | - | 55,75 / 100,00 |    |      |    |    |    |      |   |     |     |      |      |                |          |     |      |     |     |     |     |     |     |              |                |
| 2021 | 10,52 | 1     | 5,24         | -            | 1,73   | -      | 7,91    | 1       |            |            |      |      |       |    | BE             | BE     | 7,27           | 1   | PSD            | PSD | 50,86          | 8   | 2,95           | -   | BE             | BE |      |    |      |   | 4,05           | -  | 3,71 | -  | BE | BE | 0,55 | - | A   | A   |      |      | 51,74 / 100,00 |          |     |      |     |     |     |     |     |     |              |                |
| 2025 |       |       |              |              |        |        |         |         |            |            |      |      |       |    |                |        |                |     |                |     |                |     |                |     |                |    |      |    |      |   |                |    |      |    |    |    |      |   |     |     |      |      |                |          |     |      |     |     |     |     |     |     |              |                |

### Eleições legislativas
| Data | %     | %     | %     | %     | %     | %     | %        | %     | %     | %    | %     | %   | %       | % | %  | %  |  |
| Data | PS    | PCP   | PSD   | CDS   | UDP   | AD    | APU/ CDU | FRS   | PRD   | PSN  | B.E.  | PAN | PSD CDS | L | IL | CH |  |
| ---- | ----- | ----- | ----- | ----- | ----- | ----- | -------- | ----- | ----- | ---- | ----- | --- | ------- | - | -- | -- |  |
| Data | 1976  | 38,88 | 26,60 | 14,44 | 10,62 | 3,09  |          |       |       |      |       |     |         |   |    |    |  |
| 1979 | 23,95 | APU   | AD    | AD    | 2,34  | 43,91 | 25,97    |       |       |      |       |     |         |   |    |    |  |
| 1980 | FRS   | APU   | AD    | AD    | 1,73  | 44,82 | 22,28    | 26,87 |       |      |       |     |         |   |    |    |  |
| 1983 | 34,21 | APU   | 23,26 | 13,88 | PSR   |       | 23,76    |       |       |      |       |     |         |   |    |    |  |
| 1985 | 18,78 | APU   | 28,77 | 9,34  | 1,61  | 18,43 | 20,08    |       |       |      |       |     |         |   |    |    |  |
| 1987 | 20,82 | CDU   | 48,13 | 4,10  | 1,40  | 15,05 | 6,57     |       |       |      |       |     |         |   |    |    |  |
| 1991 | 30,27 | CDU   | 45,40 | 4,63  |       | 10,84 | 0,46     | 2,87  |       |      |       |     |         |   |    |    |  |
| 1995 | 43,02 | CDU   | 30,53 | 10,71 | 0,49  | 10,49 |          | 0,14  |       |      |       |     |         |   |    |    |  |
| 1999 | 38,99 | CDU   | 30,12 | 9,43  |       | 10,48 | 0,13     | 6,84  |       |      |       |     |         |   |    |    |  |
| 2002 | 36,52 | CDU   | 38,76 | 8,51  | 6,91  |       | 5,92     |       |       |      |       |     |         |   |    |    |  |
| 2005 | 40,91 | CDU   | 25,81 | 10,21 | 7,68  | 9,89  |          |       |       |      |       |     |         |   |    |    |  |
| 2009 | 34,61 | CDU   | 28,85 | 11,79 | 7,78  | 10,48 |          |       |       |      |       |     |         |   |    |    |  |
| 2011 | 24,24 | CDU   | 38,05 | 15,51 | 7,65  | 5,75  | 1,58     |       |       |      |       |     |         |   |    |    |  |
| 2015 | 32,21 | CDU   | CDS   | PSD   | 7,63  | 10,68 | 2,18     | 38,50 | 1,62  |      |       |     |         |   |    |    |  |
| 2019 | 33,68 | CDU   | 26,19 | 5,37  | 6,38  | 9,36  | 4,67     |       | 2,52  | 3,20 | 1,47  |     |         |   |    |    |  |
| 2022 | 36,82 | CDU   | 27,80 | 1,96  | 4,32  | 4,66  | 2,25     | 3,04  | 10,25 | 5,75 |       |     |         |   |    |    |  |
| 2024 | 26,14 | CDU   | AD    | AD    | 32,84 | 3,06  | 4,61     | 2,59  | 6,75  | 7,92 | 11,61 |     |         |   |    |    |  |

### Cidades Geminadas
Oeiras é, atualmente geminada com:
- Benguela, (Angola)
- Inhambane, (Moçambique)
- Mindelo, (Cabo Verde)
- Oeiras, (Brasil)
- Praia, (Cabo Verde)
- Príncipe, (São Tomé e Príncipe)
- Quinhamel, (Guiné-Bissau)
- Saint-Étienne, (França)
- Sal, (Cabo Verde)
- San José, (Estados Unidos)
- São Vicente, (Cabo Verde)

## Economia

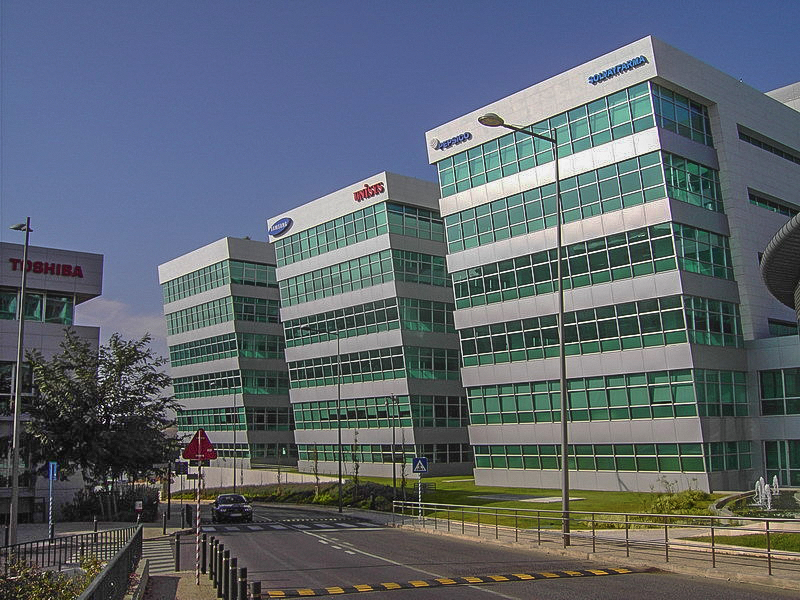
Lagoas Park. Oeiras é o lar de muitas das sedes de empresas multinacionais que operam em Portugal.

Oeiras é um dos municípios mais desenvolvidos e ricos da Península Ibérica e mesmo da Europa. No seu território encontram-se instaladas muitas multinacionais. Esta região concentra ainda cerca de 30% da capacidade científica do país sendo um dos principais polos de I&D da Europa.
Em 2003 o volume de negócios de empresas sediadas no município de Oeiras atingiu cerca de 18 000 milhões de euros.
Actualmente o município posiciona-se como um destino de excelência para investimentos que criem valor acrescentado para a região. Alguns dos novos projectos a ser desenvolvidos são o "Lisbon Medical Park", o "Arquiparque II", a "Torre de Monsanto II", o "Parque das Cidades (Office Park)" e o projecto de renovação urbana da Fundição de Oeiras.
Em agosto de 2007 a americana MIPS Technologies adquiriu a Chipidea por 147 milhões de euros, num negócio que elevou ainda mais a exposição internacional do município.
Os indicadores económicos demonstram que Oeiras é um dos mais importantes municípios em Portugal, a saber: é o município com maior independência financeira no país (81% de receitas próprias); é município com maior rendimento per capita em Portugal sendo ainda o segundo com maior poder de compra (atrás de Lisboa) e o segundo maior a arrecadar impostos em Portugal (novamente atrás da capital). Oeiras também é o município em Portugal com a maior taxa de população com estudos superiores (26%) e a zona de Portugal com a taxa mais baixa de população sem estudos (5%).

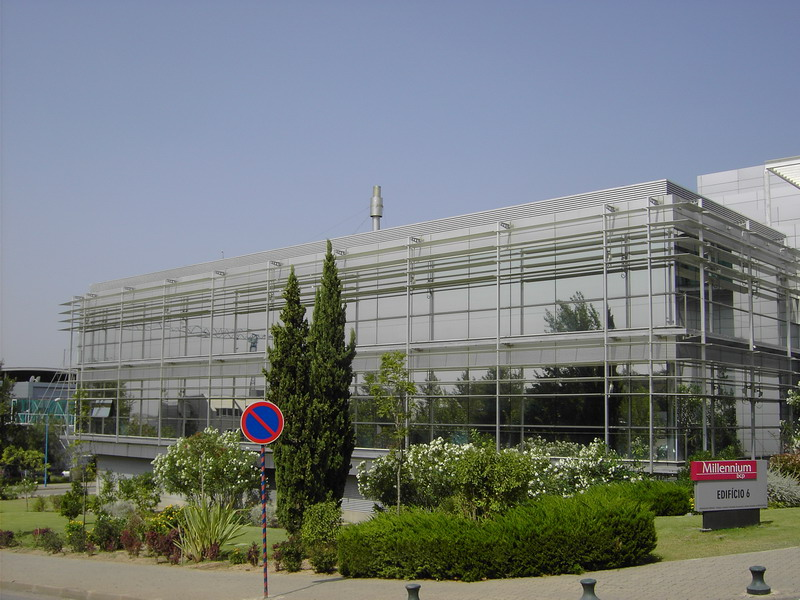
Sede do Banco Comercial Português (Millennium BCP) no Taguspark.

### Empresas
No seu território encontram-se instaladas muitas multinacionais como a Nestlé, a McDonald's, a P&G, a Cisco, a HP, a Dell, a Epson, a Samsung, a LG, a Philips, a Intel, a General Electric, a Colgate-Palmoline, a Johnson & Johnson, a BP, a L'Oréal, a Oracle, a Unit4, a Atlas Copco, a ABB, a Daikin Airconditioning, a Nike, a Nissan, a PepsiCo, a Pfizer, a Grundfos, a Merck & Co, a Netjets, a Synopsys, a Miele, a Unisys, a BMW, a Toshiba, a Canon, a GlaxoSmithKline, a Volvo Cars, a FCA (Fiat Chrysler Automobiles), entre muitas outras.

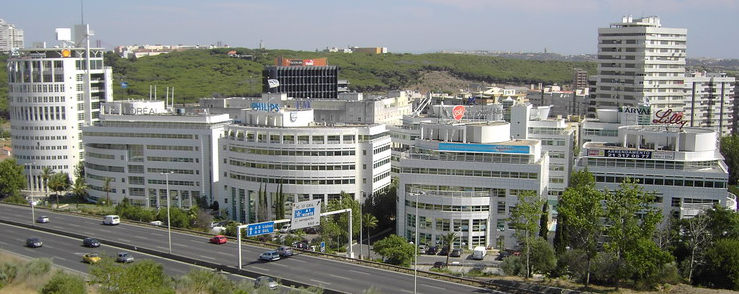
Arquiparque, parque empresarial que alberga várias empresas tais como a L'Oréal e a GlaxoSmithKline.

Entre os parques empresariais presentes neste município estão:
- Taguspark
- Lagoas Park
- Arquiparque I
- Arquiparque II
- Quinta da Fonte Office Park
- Parque Suécia
- Parque Holanda
- Neopark

### Media
Oeiras acolhe o Grupo Impresa, com sede em Paço de Arcos e a Media Capital, com base em Queluz de Baixo. Os estúdios da Valentim de Carvalho estão sediados na zona empresarial de Paço de Arcos. As publicações Semanário SOL e Jornal i, do grupo Newshold também têm a sua localização no município, em Linda-a-Pastora.

### Outros organismos
Oeiras acolhe igualmente diversas instituições de segurança, militar e governamental, entre as quais se destacam:
- AERLIS Associação Empresarial da Região de Lisboa (Paço de Arcos)
- Centro de Apoio Social de Oeiras - IASFA (Oeiras)
- Centro Militar de Electrónica (Paço de Arcos)
- Direcção Geral de Faróis (em Paço de Arcos)
- Federação Portuguesa de Futebol (Caxias)
- Instituto de Socorros a Náufragos - ISN (Caxias)
- NATO (Oeiras e São Julião da Barra)
- SEF - Serviço de Estrangeiros e Fronteiras (Taguspark, Porto Salvo)

## Transportes

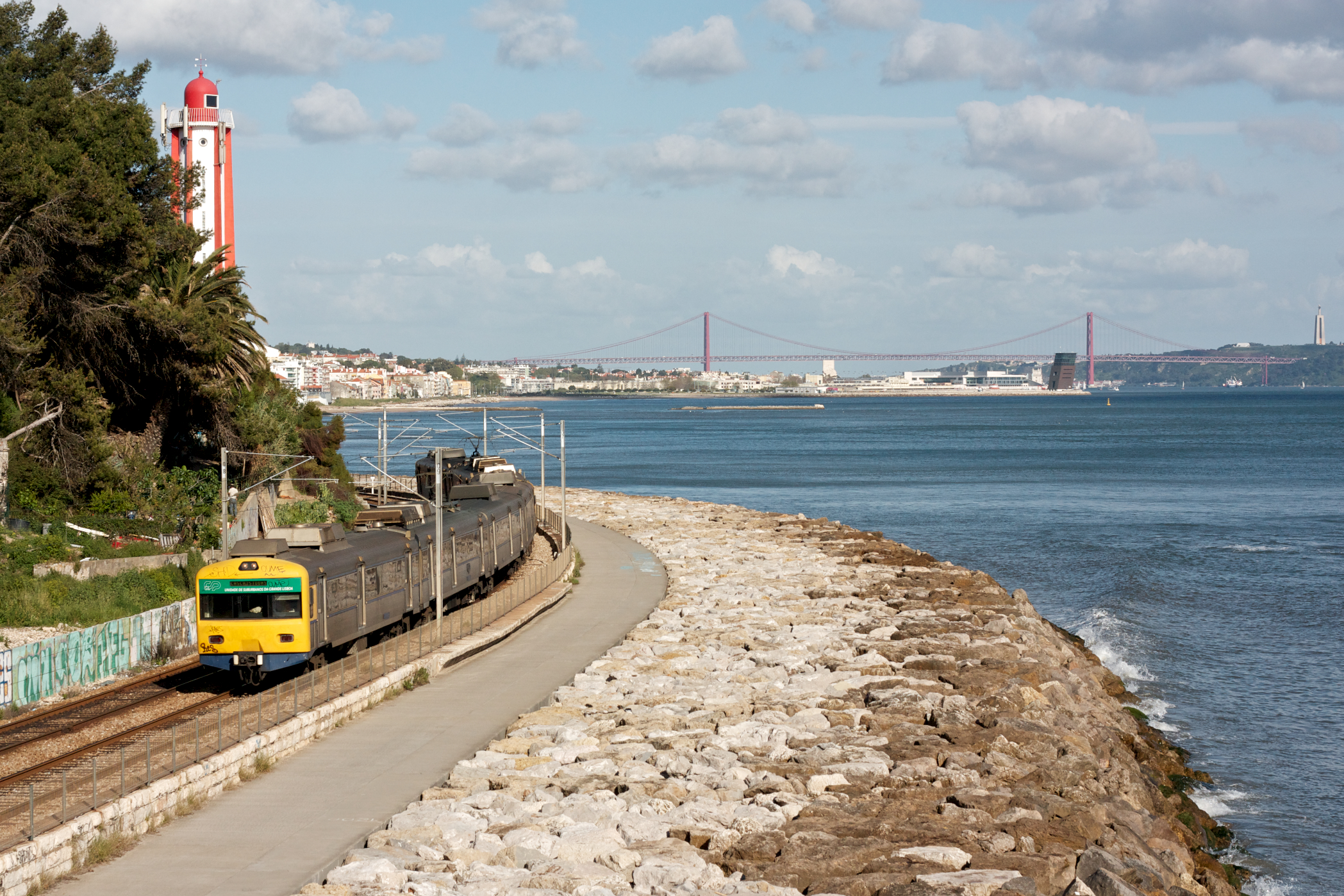
Linha Lisboa-Cascais (Gibalta)

### Acessos
Oeiras é servida pela autoestrada A5, e por uma rede de estradas onde se destaca a Marginal e a EN 149-3.

### Transportes públicos

#### Ferroviários
Atravessa o litoral do município uma linha ferroviária convencional que faz a ligação de Lisboa a Cascais, e é parte da rede nacional em bitola ibérica. Este traçado incluiu, entre 1944 e 1985, o curto Ramal do Estádio Nacional, que ligava, para serviço ocasional de passageiros, aquela instalação desportiva à estação da Cruz Quebrada, e daí ao resto da rede.
Entre 2004 e 2015 funcionou no município o SATU, num people mover elétrico que ligava a estação de Paço de Arcos ao centro comercial Oeiras Parque.
Está projetada para o final da década de 2020 a instalação de um novo sistema de ferrovia ligeira de passageiros no município de Oeiras — o LIOS Ocidental, que ligará a Cruz Quebrada à Pontinha, no município de Odivelas.
| COMBUS                     | trajeto                                         | datas                   | C.M. |
| -------------------------- | ----------------------------------------------- | ----------------------- | ---- |
| BC Barcarena               | Barcarena (Estação) ⇆ Fábrica da Pólvora        | 2008 - 2011 2020 - 2023 | 1111 |
| CX Carnaxide               | Carnaxide ↺ via Outurela                        | 2007 - 2008 2020 - 2023 | 1109 |
| CC Carnaxide/Cruz Quebrada | Cruz Quebrada ⇆ Nova Carnaxide                  | 2011 - 2014             |      |
| CQ Cruz Quebrada           | Algés (Junça) ⇆ Cruz Quebrada                   | 2008 - 2011 2018 - 2023 | 1102 |
| LV Linda-a-Velha           | Linda-a-Velha ↺ via Carnaxide (Escola)          | 2007 - 2008             |      |
| OE Oeiras                  | Parque dos Poetas ⇆ Oeiras (Piscina Oceânica)   | 2008 - 2011 2020 - 2023 | 1121 |
| OP Oeiras/Paço de Arcos    | Oeiras (Inatel) ⇆ B.º Joaquim Matias            | 2012 - 2014             |      |
| PA Paço de Arcos           | B.º Joaquim Matias ⇆ Caxias (Pedreira Italiana) | 2010 - 2011 2020 - 2023 | 1122 |
| PS Porto Salvo             | Porto Salvo ⇆ Leião                             | 2008 - 2011 2020 - 2023 | 1125 |
| QC Queijas/Carnaxide       | Queijas ↺ via Carnaxide e Outurela              | 2008 - 2011             |      |
| QJ Queijas                 | Carnaxide ↺ via Queijas                         | 2007 - 2008 2020 - 2023 | 1110 |

#### Rodoviários
Os transportes públicos rodoviários em Oeiras são atualmente operados na sua grande maioria pela Carris Metropolitana, que em 2023 substituiu os serviços da Vimeca / Lisboa Transportes e Scotturb no município, além dos serviços municipais de minibus COMBUS. Entretanto, a Carris também opera algumas linhas no município, maioria delas para Lisboa excetuando uma totalmente inserida no município de Oeiras, a 776, que liga Algés ao Clube de Ténis do Jamor, na Cruz Quebrada.

##### COMBUS

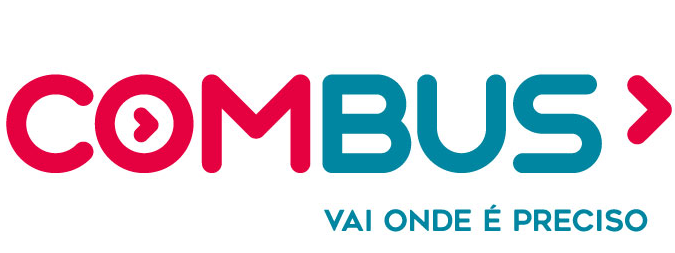
Logótipo da fase 2018-2023.

O serviço em minibus COMBUS existiu inicialmente entre 2007 e 2014, numa parceria entre a câmara municipal e a Vimeca. Inaugurado em Junho de 2007 com 3 linhas abrangendo Carnaxide, Linda-a-Velha e Queijas, foi posteriormente extendida para servir Algés, Cruz Quebrada, Oeiras e Porto Salvo em 2008, e Caxias e Paço de Arcos em 2010, passando a partir daí a servir todo o município até 2011.
Com a câmara invocando custos elevados e procura reduzida, a partir de 2011, o COMBUS reduziu drasticamente a sua área de serviço, mantendo-se apenas em serviço em Algés, Linda-a-Velha, Cruz Quebrada e Carnaxide, com percursos alterados. Pouco mais tarde, a partir de 2012, voltou a servir as zonas de Oeiras e Paço de Arcos — cenário que se manteve até ao fim do COMBUS em Fevereiro de 2014.
Este serviço foi retomado em Junho de 2018, em regime gratuito, abrangendo Algés, Linda-a-Velha, Cruz Quebrada e Dafundo e em 2020 é dado início a expansão gradual da operação do COMBUS, com percursos inaugurados em Oeiras, Paço de Arcos e Caxias em Fevereiro, Carnaxide e Queijas em Novembro e Barcarena e Porto Salvo em Dezembro. A partir de 1 de Janeiro de 2023, com o início da Carris Metropolitana em Oeiras, as sete carreiras da COMBUS foram absorvidas para a Carris Metropolitana, passando a ter números próprios e deixando de ser gratuitas.

##### Oeiras Valley Shuttle
Em 2019 foi lançado o Valley Shuttle, um serviço gratuito da câmara que liga os parques empresariais a Paço de Arcos, começando no Taguspark e circulando pelo LagoasPark e Quinta da Fonte.

## Educação

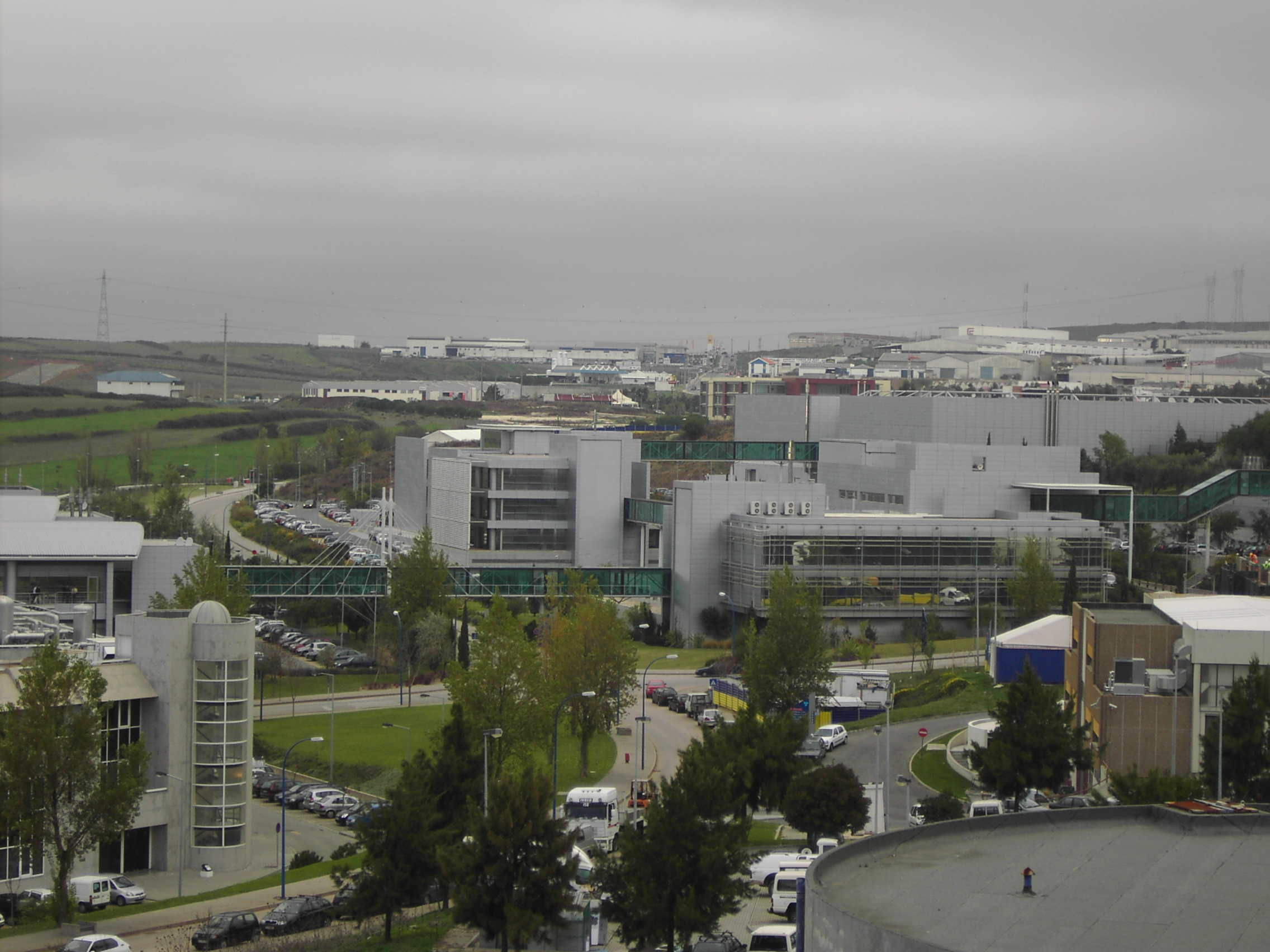
Taguspark - Parque da Ciência e Tecnologia

### Ensino Superior
- Escola Náutica Infante D. Henrique - em Paço de Arcos
- FMH - Faculdade de Motricidade Humana - no Parque do Jamor
- Instituto Superior Técnico (Pólo do Taguspark) - em Porto Salvo
- Atlântica - Instituto Universitário - na Fábrica da Pólvora

- Erasmus Hub - Custom Ville: plataforma internacional de estágios do Centro Cultural Alternativo Nirvana Studios.

A Noite das Tunas em Oeiras, usualmente em junho, integra as Festas do Município e é organizada pelo Grupo de Serenatas da Faculdade de Motricidade Humana (GSFMH) em parceria com o Município de Oeiras. Este evento, iniciado em 1994, tem entrada livre por tradição e localiza-se na Estação Agronómica Nacional - Casa da Pesca.
No ano de 2010 foi também realizado o primeiro Encontro de Tunas Mistas do Instituto Superior Técnico (E'TMIST) no Polo do Taguspark, organizado pela Tuna Mista do Instituto Superior Técnico (TMIST) com a presença de várias tunas importantes no meio tunante.

### Investigação
- Instituto Gulbenkian de Ciência (IGC)
- Instituto de Tecnologia Química e Biológica (ITQB)
- Instituto de Biologia Experimental e Tecnológica (IBET)
- Instituto de Investigação das Pescas e do Mar (IPIMAR)
- Instituto Nacional de Investigação Agrária e Veterinária (INIAV)

## Cultura

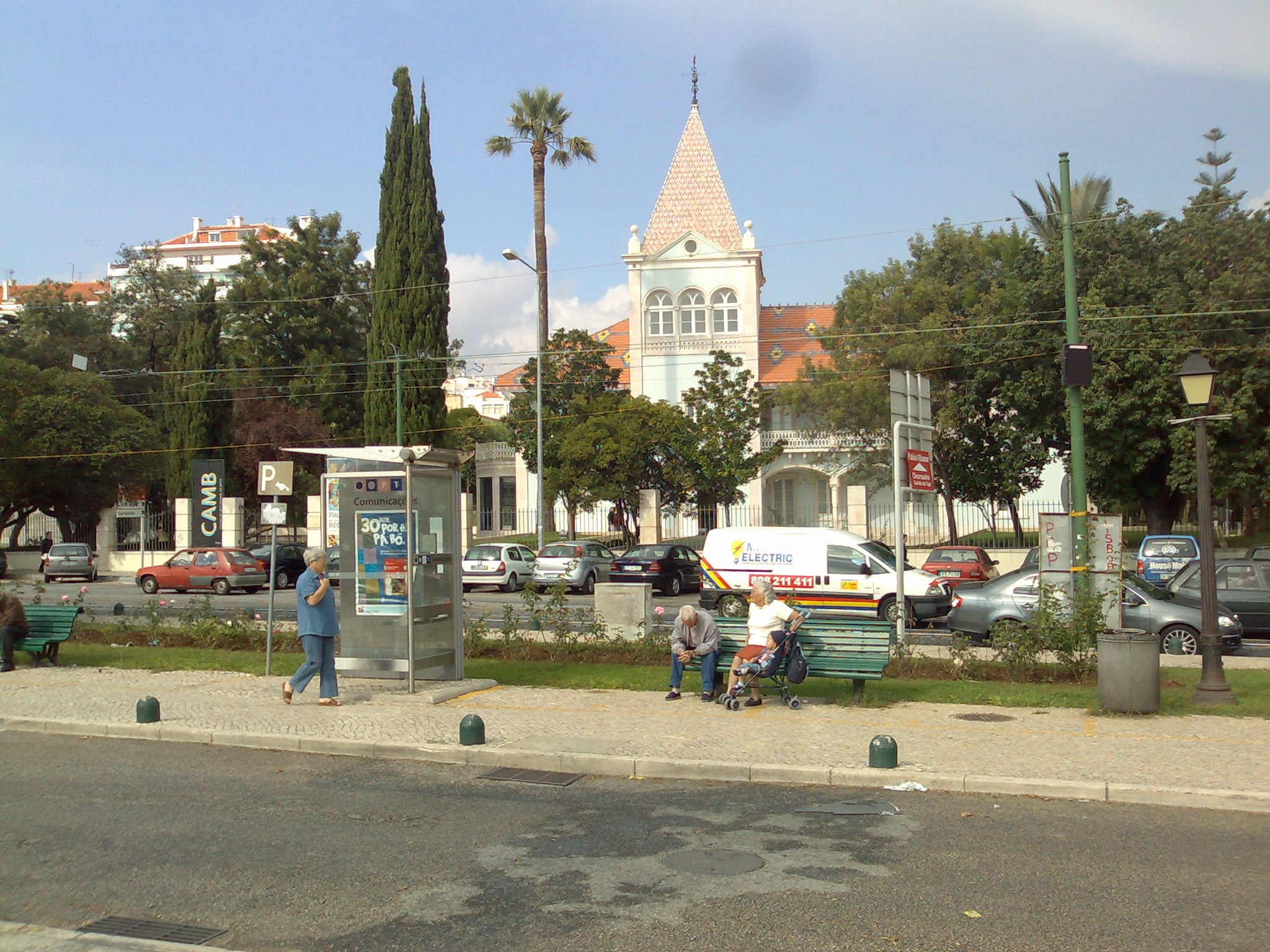
Coleção Manuel de Brito no Palácio Anjos

### Museus e Galerias
- Centro de Arte - Colecção Manuel de Brito, no Palácio Anjos (em Algés)
- CCPE, Centro Cultural Palácio do Egipto (no Centro Histórico de Oeiras)
- Clube do Automóvel Antigo (na Quinta da Terrugem)
- Aquário Vasco da Gama (no Dafundo)
- Museu da Pólvora Negra, na Fábrica da Pólvora (em Barcarena)
- Povoado Pré-Histórico de Leceia
- Galeria Municipal Verney (no Centro Histórico de Oeiras)
- Fornos de Cal (em Paço de Arcos)
- Palácio do Marquês de Pombal (no Centro Histórico de Oeiras)
- Lagar de Azeite (nos Jardins Palácio do Marquês de Pombal)
- A Colecção Paradoxal: Loco'Motive (instalação performativa arqueológica industrial nos Nirvana Studios em cruzamento com o Museu Nacional Ferroviário do Entroncamento, www.fmnf.pt)
- Antiga Fábrica de Cerâmica de Montargila (em Algés)

### Festivais

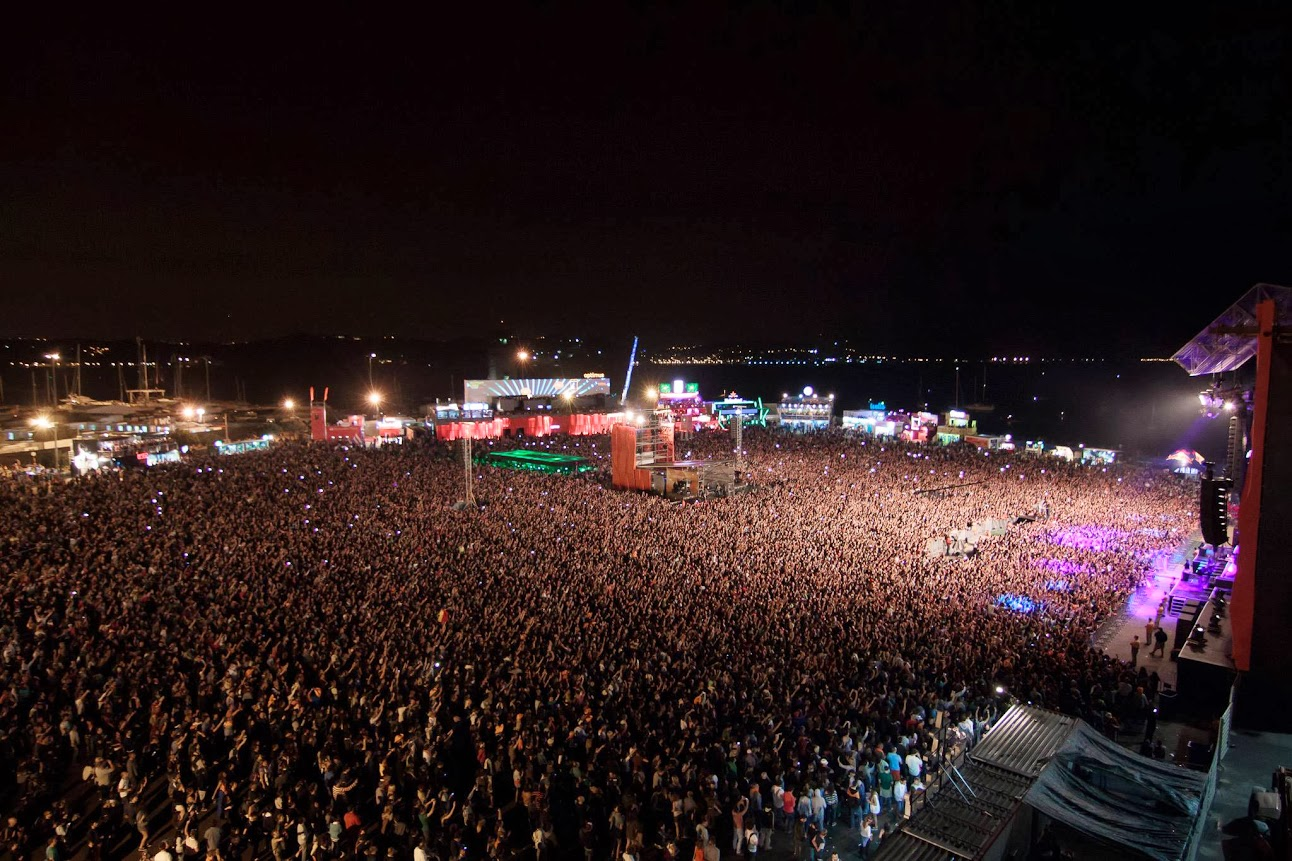
NOS Alive no Passeio Marítimo de Algés. Imagem da edição de 2013, quando era designado Optimus Alive!

- NOS Alive (mês de julho) no Passeio Marítimo de Algés
- EDP Cool Jazz no Parque dos Poetas e nos Jardins do Palácio do Marquês de Pombal
- Sete Sois Sete Luas na Fábrica da Pólvora
- Festival Panda no Parque dos Poetas e Estádio Municipal de Oeiras[57]
- 5 Elementos nos Jardins do Palácio do Marquês de Pombal
- Recepção ao Caloiro de Lisboa 2015 no Passeio Marítimo de Algés
- Festival Iminente no Jardim Almirante Gago Coutinho
- Festival Open Day - Nirvana Studios, nos Nirvana Studios (junho, desde 2004)
- OBS - Oeiras Band Sessions - (Desde 2010) Nirvana Studios

### Literatura
- Enygma Oeiras, romance pós-apocalíptico geolocalizado em Oeiras no Séc.XXIII com prefácio da Fundação Marquês de Pombal, ISBN 978-989-9035-26-3, do autor franco-luso Michel Alex   Editorial Divergência , 1ª edição 2021. Integrado na série Atland (vol.4) - Custom Circus
- Atland (2022 Editorial Divergência ISBN 978-989-9112-69-8) - Romance série Atland (vol.5), com chancela do Museu Nacional dos Coches - Lisboa
- Mekanon (2004, 2019 Editorial Divergência ISBN 978-989-54518-9-0) - Romance série Atland (vol.1), Grande Prémio Adamastor de Literatura Fantástica Portuguesa 2021
- Wagon Village (2016, 2021 Editorial Divergência ISBN 978-989-9035-09-6) - Romance série Atland (vol.3), com chancela da Fundação do Museu Nacional Ferroviário - Entroncamento, https://www.fmnf.pt/pt/noticias/o-museu-nacional-ferroviario-e-a-companhia-custom-circus-apresentam-o-projeto-locomotive
- Raus Human ( Editorial Divergência ISBN 978-989-54629-1-9) - Romance série Atland (vol.2), com chancela Nirvana Studios - ERIH - European Route Of Industrial Heritage
- Herdeiros do Apokalipse (2005, 2016 Edições do Pelouro da Juventude da Câmara Municipal de Oeiras - Manifesto
- A Fantástica Maldição Gutkin (2020 Edições Verbi Gratia ISBN 978-989-54629-8-8) - Crónicas Biográficas, Adolfo Gutkin

### Teatros e Auditórios
- Templo da Poesia, no Parque dos Poetas
- Teatro Municipal Amélia Rey Colaço, em Algés
- Auditório Municipal Eunice Muñoz, em Santo Amaro de Oeiras
- Auditório Municipal Lourdes Norberto, em Linda-a-Velha
- Auditório Municipal Ruy de Carvalho, em Carnaxide
- Teatro Custom Café situado em Barcarena - Nirvana Studios

## Companhias de Teatro
- Custom Circus - Companhia de Teatro Transdisciplinar e Artes Visuais sediada nos Nirvana Studios

### Igrejas
- Igreja Matriz de Oeiras
- Igreja São Julião da Barra
- Igreja de Jesus dos Navegantes em Paço de Arcos
- Igreja de São Miguel em Queijas
- Velha Igreja de Nossa Senhora de Porto Salvo
- Nova Igreja de Nossa Senhora de Porto Salvo
- Igreja da Cartuxa
- Igreja de Nova Oeiras
- Igreja de São Pedro em Barcarena
- Igreja de São Romão em Carnaxide
- Igreja de Nossa Senhora das Dores em Caxias
- Igreja da Santíssima Trindade em Miraflores

### Gastronomia
Os Cacetes de Paço de Arcos, os Palitos do Marquês, os Mimosos e a já famosa Queijada de Oeiras são os principais destaques gastronómicos do município.
Oeiras é também região demarcada do vinho licoroso Conde de Oeiras (mais conhecido por Vinho de Carcavelos) que é produzido no município, nomeadamente na Estação Agronómica Nacional, tendo a Câmara Municipal estabelecido com esta entidade um protocolo que visa a cooperação na produção e recuperação do vinho, e da adega. É considerado um VLQPRD - vinho licoroso de qualidade produzido em região demarcada - com denominação de origem controlada (DOC). O estágio deve durar pelo menos dois anos, de modo a adquirir as seguintes características: vinho licoroso, de cor topázio, delicado, aveludado, com aroma amêndoado, adquirindo um perfume característico com o envelhecimento. As castas recomendadas são - tintas - castelão (periquita), preto martinho (trincadeira) e - brancas - galego dourado, ratinho e arinto (pedemã).
Sushi Fest, primeiro evento de sushi a nível europeu, decorreu em Julho de 2015 nos Jardins do Palácio do Marquês de Pombal.

### Desporto

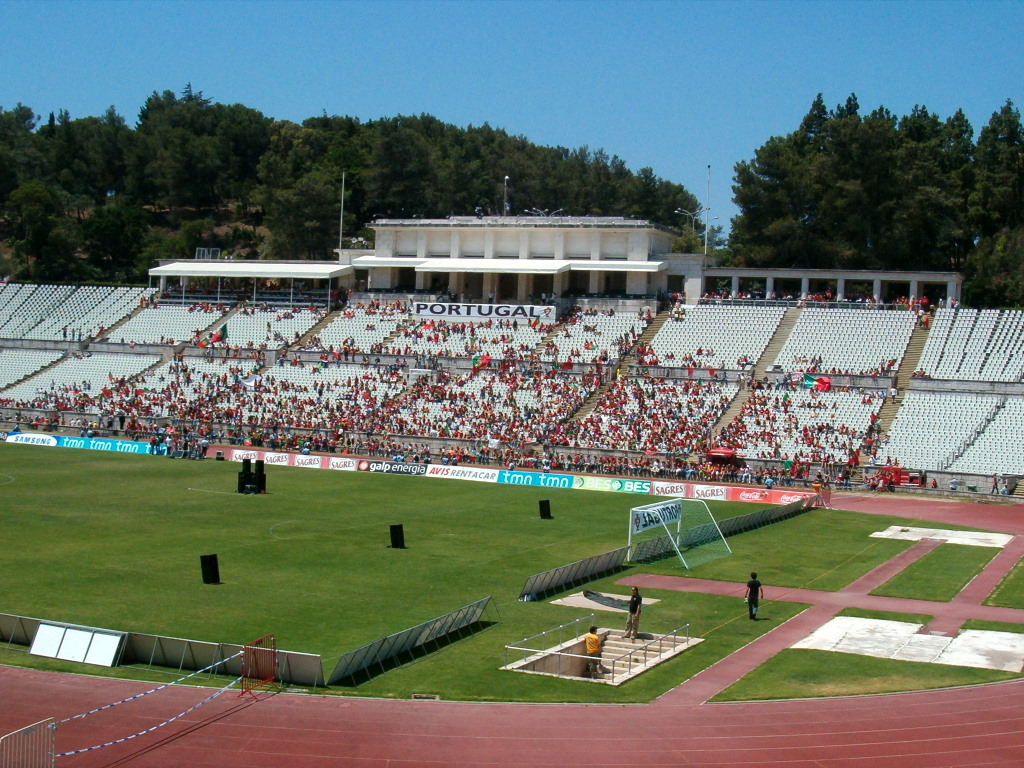
Estádio do Jamor

Oeiras tem a fama de acolher um conjunto de instituições ligadas ao desporto, principalmente no cenário nacional. A mata do Jamor, junto à Estação da Cruz Quebrada, concentra várias estruturas ligadas ao desporto e às atividades ao ar livre, bem como a Faculdade de Motricidade Humana. Do Complexo Desportivo do Jamor faz parte o Estádio de Honra; localizando-se a seu lado a Cidade do Futebol, que alberga a sede da Federação Portuguesa de Futebol e os estúdios do Canal 11. Muito perto desta está também a sede da Federação Portuguesa de Triatlo. Concentra ainda muitas outras sedes, como da Federação Portuguesa de Golfe (que muito sucesso tem tido em Oeiras através dos empreendimentos do Jamor e do Oeiras Golf & Residence), da Federação Portuguesa de Natação, da Federação Portuguesa de Atletismo, da Federação Portuguesa de Tiro com Arco e da Federação Portuguesa de Tiro com Armas de Caça. O Surfe tem ganho também algum destaque, principalmente nas praias mais junto ao Atlântico.
Principais eventos desportivos:
- Final da Taça de Portugal no Estádio Nacional;
- Corrida do Tejo (prova de corrida a pé);
- Mexa-se na Marginal;
- Marginal à Noite.

Usualmente em Junho, o Grupo de Serenatas da FMH organiza a Noite de Tunas de Oeiras, em parceria com o Município de Oeiras, integrado nas Festas do Concelho. Este evento, iniciado em 1994, tem entrada livre por tradição e localiza-se na Estação Agronómica Nacional - Casa da Pesca.